# Forbach
Pour les articles homonymes, voir Forbach (homonymie).
Forbach (prononciation française : /fɔʁ.bak/) est une commune française du département de la Moselle en région Grand Est. Localisée en Lorraine, dans la région naturelle du Warndt, c'est avec 21 111 habitants en 2022 la commune la plus peuplée de l'ancien bassin houiller lorrain et la quatrième de son département.
Forbach est la « capitale » de la Moselle-Est et forme avec Sarrebruck une agglomération transfrontalière de presque 1 million d’habitants et l‘aire urbaine de Forbach compte un peu moins de 100 000 habitants ; côté français, l'agglomération compte 15 communes et l'aire d'attraction de Forbach se situe dans le bassin houiller lorrain. Forbach, sous-préfecture de la Moselle, est le chef-lieu de l'arrondissement de Forbach-Boulay-Moselle (251 054 habitants) et le siège de la communauté d'agglomération de Forbach Porte de France.

## Géographie
Les communes limitrophes sont Behren-lès-Forbach, Etzling, Morsbach, Œting, Petite-Rosselle, Schœneck, Spicheren, Stiring-Wendel, Großrosseln et Sarrebruck.

### Localisation
La ville de Forbach se situe dans la dépression du Warndt, une demi-boutonnière verte au cœur d’un espace fortement industrialisé.
Les communes limitrophes sont Stiring-Wendel, Behren-lès-Forbach, Morsbach, Œting, Schœneck, Spicheren et Petite-Rosselle ainsi que Emmersweiler et Sarrebruck du côté allemand.
| Petite-Rosselle         | Sarrebruck (Allemagne) | Schœneck, Stiring-Wendel    |
| Großrosseln (Allemagne) | Forbach                | Spicheren                   |
| Morsbach                | Œting                  | Etzling, Behren-lès-Forbach |

### Hydrographie
La commune est située dans le bassin versant du Rhin au sein du bassin Rhin-Meuse. Elle est drainée par la Rosselle, le ruisseau le Morsbach et le ruisseau du Muhlbach.
La Rosselle, d'une longueur totale de 32,8 km, prend sa source dans la commune de Boucheporn traverse treize communes françaises puis, au-delà de Petite-Rosselle, poursuit son cours en Allemagne où elle se jette dans la Sarre.

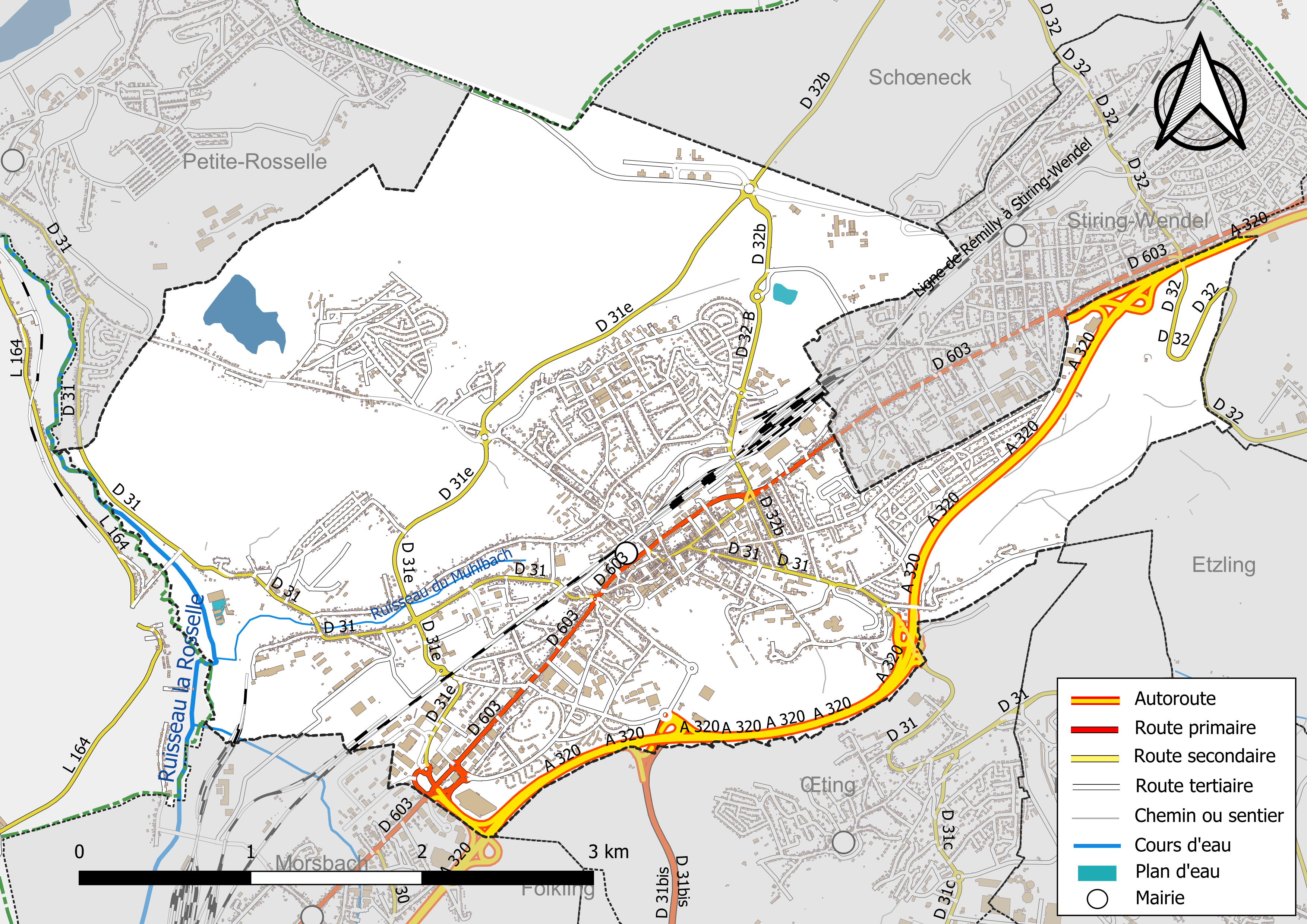
Réseaux hydrographique et routier de Forbach.

### Climat
Pour des articles plus généraux, voir Climat du Grand Est et Climat de la Moselle.
En 2010, le climat de la commune est de type climat des marges montargnardes, selon une étude du Centre national de la recherche scientifique s'appuyant sur une série de données couvrant la période 1971-2000. En 2020, Météo-France publie une typologie des climats de la France métropolitaine dans laquelle la commune est exposée à un climat semi-continental et est dans la région climatique Lorraine, plateau de Langres, Morvan, caractérisée par un hiver rude (1,5 °C), des vents modérés et des brouillards fréquents en automne et hiver.
Pour la période 1971-2000, la température annuelle moyenne est de 9,8 °C, avec une amplitude thermique annuelle de 17,2 °C. Le cumul annuel moyen de précipitations est de 885 mm, avec 12,2 jours de précipitations en janvier et 9,5 jours en juillet. Pour la période 1991-2020, la température moyenne annuelle observée sur la station météorologique de Météo-France la plus proche, « Seingbouse », sur la commune de Seingbouse à 10 km à vol d'oiseau, est de 10,5 °C et le cumul annuel moyen de précipitations est de 731,4 mm. 
La température maximale relevée sur cette station est de 37,9 °C, atteinte le 25 juillet 2019 ; la température minimale est de −17 °C, atteinte le 20 décembre 2009,,.
Les paramètres climatiques de la commune ont été estimés pour le milieu du siècle (2041-2070) selon différents scénarios d'émission de gaz à effet de serre à partir des nouvelles projections climatiques de référence DRIAS-2020. Ils sont consultables sur un site dédié publié par Météo-France en novembre 2022.

## Urbanisme

### Typologie
Au 1er janvier 2024, Forbach est catégorisée centre urbain intermédiaire, selon la nouvelle grille communale de densité à sept niveaux définie par l'Insee en 2022.
Elle appartient à l'unité urbaine de Sarrebruck (ALL)-Forbach (partie française), une agglomération internationale regroupant 15  communes, dont elle est ville-centre,,. Par ailleurs la commune fait partie de l'aire d'attraction de Forbach (partie française), dont elle est la commune-centre,. Cette aire, qui regroupe 10 communes, est catégorisée dans les aires de moins de 50 000 habitants,.

### Occupation des sols
L'occupation des sols de la commune, telle qu'elle ressort de la base de données européenne d’occupation biophysique des sols Corine Land Cover (CLC), est marquée par l'importance des territoires artificialisés (55,2 % en 2018), en diminution par rapport à 1990 (64,2 %). La répartition détaillée en 2018 est la suivante : 
zones urbanisées (36,8 %), forêts (27,5 %), zones industrielles ou commerciales et réseaux de communication (18,1 %), milieux à végétation arbustive et/ou herbacée (16,3 %), zones agricoles hétérogènes (1,1 %), mines, décharges et chantiers (0,3 %). L'évolution de l’occupation des sols de la commune et de ses infrastructures peut être observée sur les différentes représentations cartographiques du territoire : la carte de Cassini (XVIIIe siècle), la carte d'état-major (1820-1866) et les cartes ou photos aériennes de l'IGN pour la période actuelle (1950 à aujourd'hui).

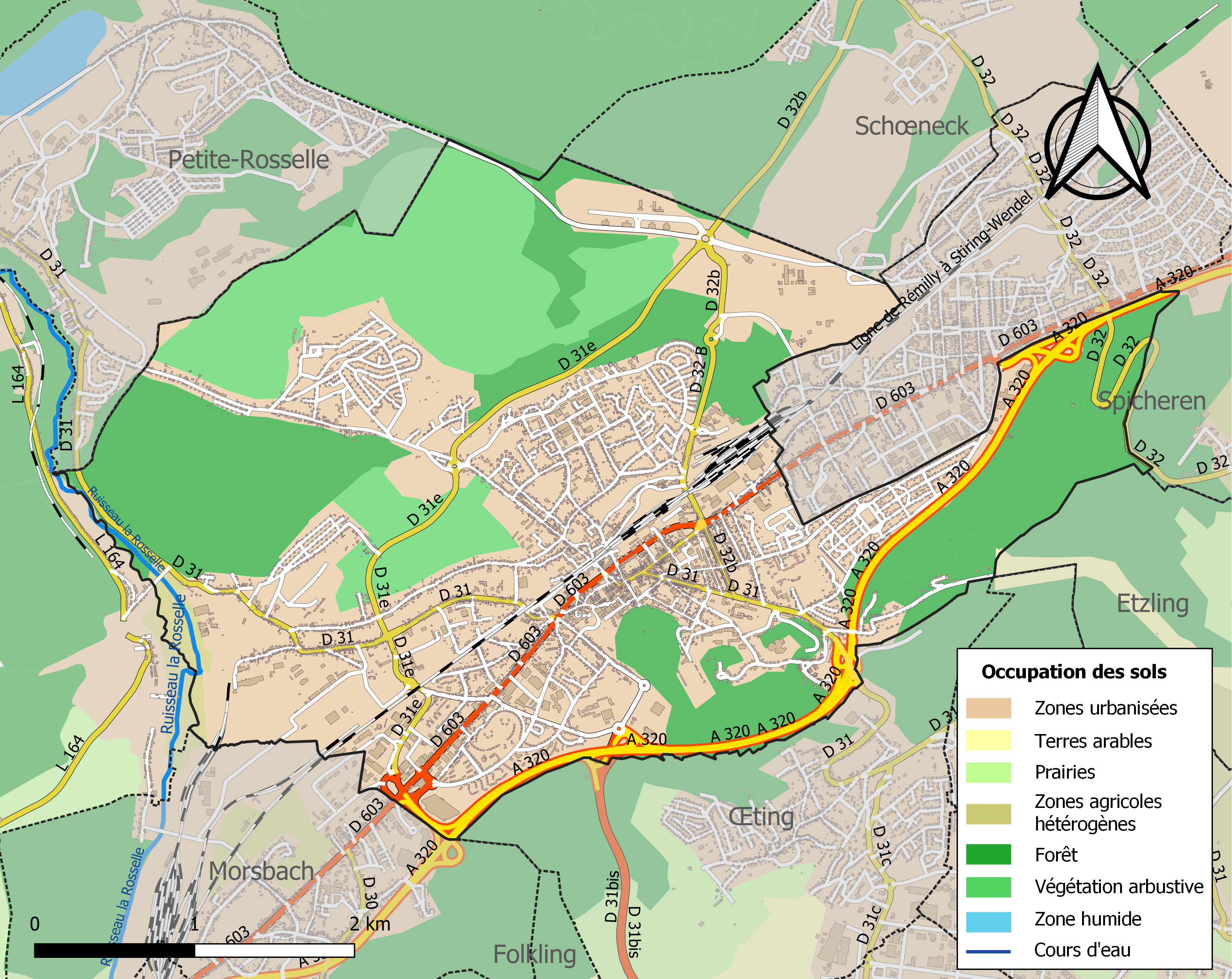
Carte des infrastructures et de l'occupation des sols de la commune en 2018 (CLC).

### Morphologie urbaine
La commune de Forbach est inscrite dans la dépression du Warndt, sur le plateau lorrain. Offrant une diversité de paysages, un réseau hydrographique dense et une superficie de forêt importante en périphérie, le territoire se situe dans une zone stratégique européenne.

L'habitat est quant à lui considérablement composé de logements construits par les Houillères du Bassin de Lorraine. La ville a une densité de 1 325,2 habitants par km² en 2016.

### Projets d'aménagements
Sélection de projets à venir et en cours ; liste non exhaustive.
Comme toutes les villes de sa taille, Forbach n'échappe pas à de nombreux projets immobiliers, de loisirs ainsi que de services, que ce soit dans le privé ou dans le public. Même si la ville déplore la disparition de son tribunal d'instance depuis le début 2010, elle a néanmoins pu préserver ses services publics.
Dernièrement, les projets immobiliers, très nombreux de 2000 à 2005, se sont ralentis. L'effet crise sans doute. Néanmoins, Forbach va connaître sur les exercices 2011-2012 de grands chamboulements et ce, sur plusieurs niveaux.
Une centrale photovoltaïque s'implantera prochainement sur le terril du Carreau Wendel, 28 ha au total, 20 sur le ban de Forbach et quasiment 8 ha sur le ban de Petite Rosselle.
Au niveau des services, une structure pour l'accueil de handicapés adultes va s'établir rue Principale à Marienau d'ici la fin 2012 ou le début 2012. Elle occupera la place laissée libre par la démolition des anciens locaux de la société Forbus à cet endroit-là.

### Voies de communication et transports

#### Voies routières
Forbach dispose d'une situation de carrefour au cœur de l'Europe, à deux pas de la frontière franco-allemande et de la capitale de la Sarre, Sarrebruck. L’autoroute A 320 est tangente au territoire de la commune, la plaçant à 45 minutes de Metz, 1 h 15 de Strasbourg ou 1 h 5 de Nancy.
Forbach est desservie par quatre sorties d’autoroute. En venant d’Allemagne (inversement en venant de Metz), la sortie Forbach-Est dessert le quartier Creutzberg et la zone commerciale de la rue Saint-Guy. Forbach-Centre dessert le Centre-ville, la Ville haute, le Schlossberg, son stade et son parc, les hôpitaux ainsi que le quartier de la Petite Forêt. Forbach-Centre de loisirs dessert la piscine, les tennis, le Technopôle de Forbach Sud et l’espace commercial de Guise. Forbach-Wiesberg-Marienau dessert les quartiers du Wiesberg, de Bellevue, du Bruch et de Marienau, la zone industrielle de l’Europe ainsi que l’ensemble de la zone commerciale de l’Europe et Europa (cette dernière étant administrativement et en partie située sur le ban de la commune de Morsbach). L'Eurozone Forbach-Nord et la Carrière Centrale sont également irriguées depuis cette sortie d'autoroute.
- Sortie no 42 : villes desservies : Forbach Marienau, Z.I. Europe
- Sortie no 43 : villes desservies : Sarreguemines, Forbach centre de loisirs, Technopôle Forbach Sud
- Sortie no 44 : villes desservies : Forbach centre, Behren-lès-Forbach, Œting
- Sortie no 45 : villes desservies : Forbach est, Stiring-Wendel

#### Réseau ferroviaire
La gare de Forbach se situe sur le tracé de la LGV Est qui relie Paris à Francfort. Elle reçoit en majorité les trains de l’ICE de la DB (Deutsche Bahn) dont la 3e génération permet à Forbach d’être à 1 h 45 seulement de Paris et à 2 h de Francfort-sur-le-Main.

#### Transports en commun

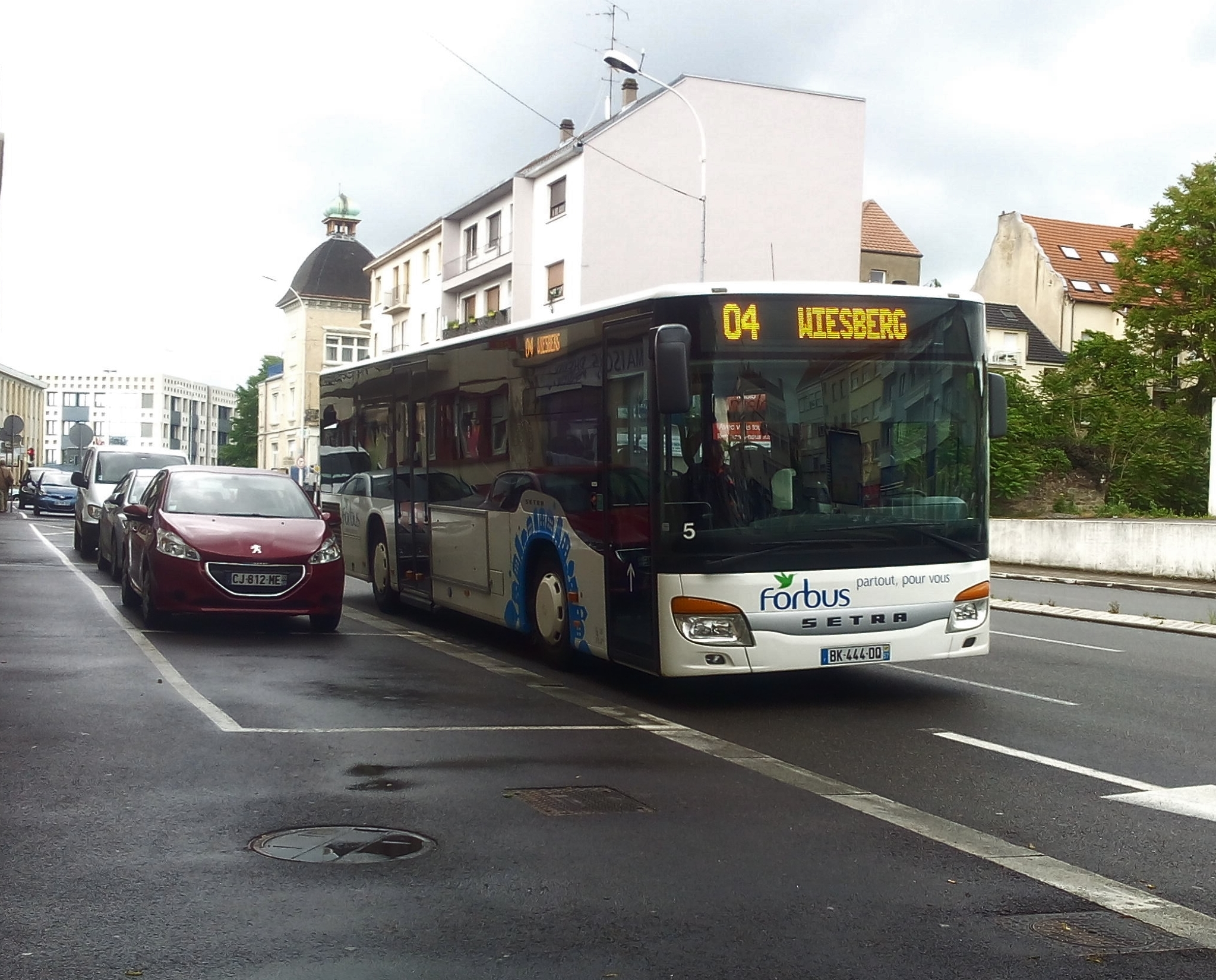
Autobus du réseau Forbus.

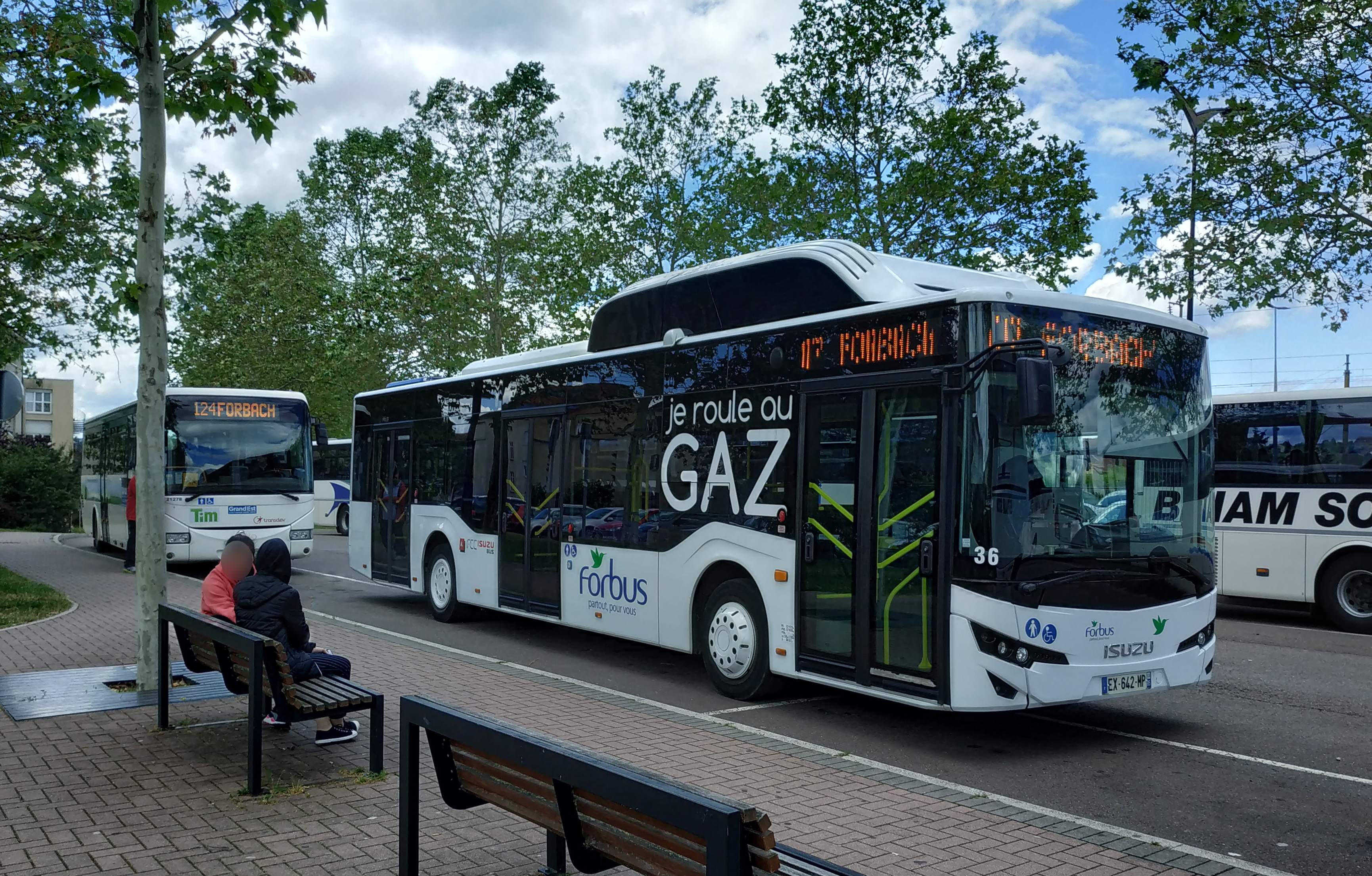
Autobus Isuzu au gaz naturel à la gare routière de Forbach.

Forbach est desservie par le réseau de transports urbains Forbus, constitué de 11 lignes :
| Ligne | Desserte                         |
| ----- | -------------------------------- |
| 1     | Brême d’Or - Petite Rosselle     |
| 2     | Blaise Pascal - Habsterdick      |
| 3     | Bellevue - Gare routière         |
| 4     | Bruch - Wiesberg                 |
| 5     | Schœneck - Gare routière         |
| 6     | Gare Routière - Creutzberg       |
| 7     | Forbach - Behren-Lès-Forbach     |
| 8     | Alsting - Forbach                |
| 9     | Gare routière - Technopôle       |
| 10    | Gare routière - Zone Europa      |
| 30    | Forbach - Sarrebruck (Allemagne) |

La desserte de Forbach est complétée par une navette de centre-ville fonctionnant du mardi au samedi les après-midis.
Le service de transport à la demande est destiné à desservir les 14 communes non desservies par les 9 lignes du réseau urbain en dehors de l'horaire de passage d’une ligne régulière interurbaine ainsi que le Technopôle Forbach Sud. Il est également possible de se rendre au musée de la mine de Petite-Rosselle.
Le transport à la demande est un service de transport public qui ne fonctionne que lorsqu’une réservation a été enregistrée.
Un service de transport en commun les dimanches est en fonction depuis la réorganisation des transports de l'agglomération.
Il fonctionne entre 14 h 50 et 18 h 35 principalement sur le Centre et vers le Musée de la Mine de Petite-Roselle.
Le réseau récemment modernisé a changé de logo mais reste calqué sur son nom d'origine : Forbus.

##### Projet de tram-train
Par ailleurs, un projet d'une ligne de tram-train de Sarrebruck vers Forbach est étudié depuis 2004. Plusieurs scénarios et tracés ont été étudiés, notamment dans le cadre de deux études de mobilité et de faisabilités menées par l'Eurodistrict Saarmoselle à partir de 2012, qui prévoyaient une mise en service potentielle d'ici 2018. Très soutenu par Paul Fellinger, alors président de la Communauté de commune de Forbach et du SCOT du Val de Rosselle le projet rencontre alors une opposition frontale de la partie Sarroise et notamment du ministre de l'économie d'alors, Heiko Maas. En sommeil depuis 2017, le projet revient côté sarrois à travers le plan de développement des mobilités du Land, mais c'est du côté français désormais que se font sentir certaines réticences.

## Toponymie
Le nom de la commune est prononcé [fɔʁ'bak] en français et ['foʁbax] en allemand. En francique lorrain la ville se nomme Fuerboch et Fùrbach.

### Attestations anciennes
La cité est mentionnée pour la première fois au Xe siècle sous la forme Furpac. Suivent alors les attestations suivantes :
| Année        | Forme du nom                       |
| ------------ | ---------------------------------- |
| 1015         | Forbacum                           |
| 1147         | Forsbas                            |
| 1277         | Forperch                           |
| 1278         | Furpage                            |
| 1288         | Forbach prope Linpach              |
| 1291         | Fourpach, Forpach, Forpac, Fourpac |
| 1297         | Furpach                            |
| 1338         | Forbacleum                         |
| 1348         | Fourpac                            |
| 1399         | Furpach, Furbach                   |
| 1429         | Fortspach                          |
| 1508 environ | Forparum                           |
| 1645         | Fortbach, Fyrtbach, Fourbach       |
| 1793         | Forbache                           |

### Étymologie
Le second élément -bach ne pose pas de problème aux toponymistes, il représente le vieux haut allemand bak, bah « cours d'eau, rivière » (allemand standard Bach « cours d'eau, rivière », francique Baach), appellatif hydronymique devenu également toponymique et fréquemment attesté dans la région (cf. Merlebach, Morsbach, Bousbach, etc.).
Le premier élément For- est plus difficilement identifiable. Albert Dauzat propose l'ancien haut allemand forha (ou foraha > allemand Föhre « pin ») auquel il donne le sens d'« épicéa », alors qu'il signifie « pin ». D'ailleurs l'épicéa ne croissait pas à l'état naturel dans la région, mais bien le pin. Il faut noter que la région se trouve à la limite de l'aire de répartition naturelle du pin sylvestre. L'explication par le vieux haut allemand forst « forêt, pinède » > allemand moderne Forst « forêt aménagée, cultivée », parfois proposée, ne repose que sur des formes anciennes isolées et tardives comme Forstpach en 1429. L'ancien haut allemand forst est peut-être issu du bas latin forestis désignant une forêt aménagée (> ancien français forest > forêt) d'étymologie discutée, mais peut-être aussi d'origine germanique ou influencé par le germanique *forhist « pinède, sapinière, forêt », lui-même dérivé de forha, ce qui rejoint la première étymologie.

### Sobriquets
- Anciens sobriquets désignant les habitants[30] : Die Kappelberger (les habitants du Kappelberg), Die Eckesteher (ceux qui se tiennent dans les coins).

## Histoire

### Préhistoire et Antiquité

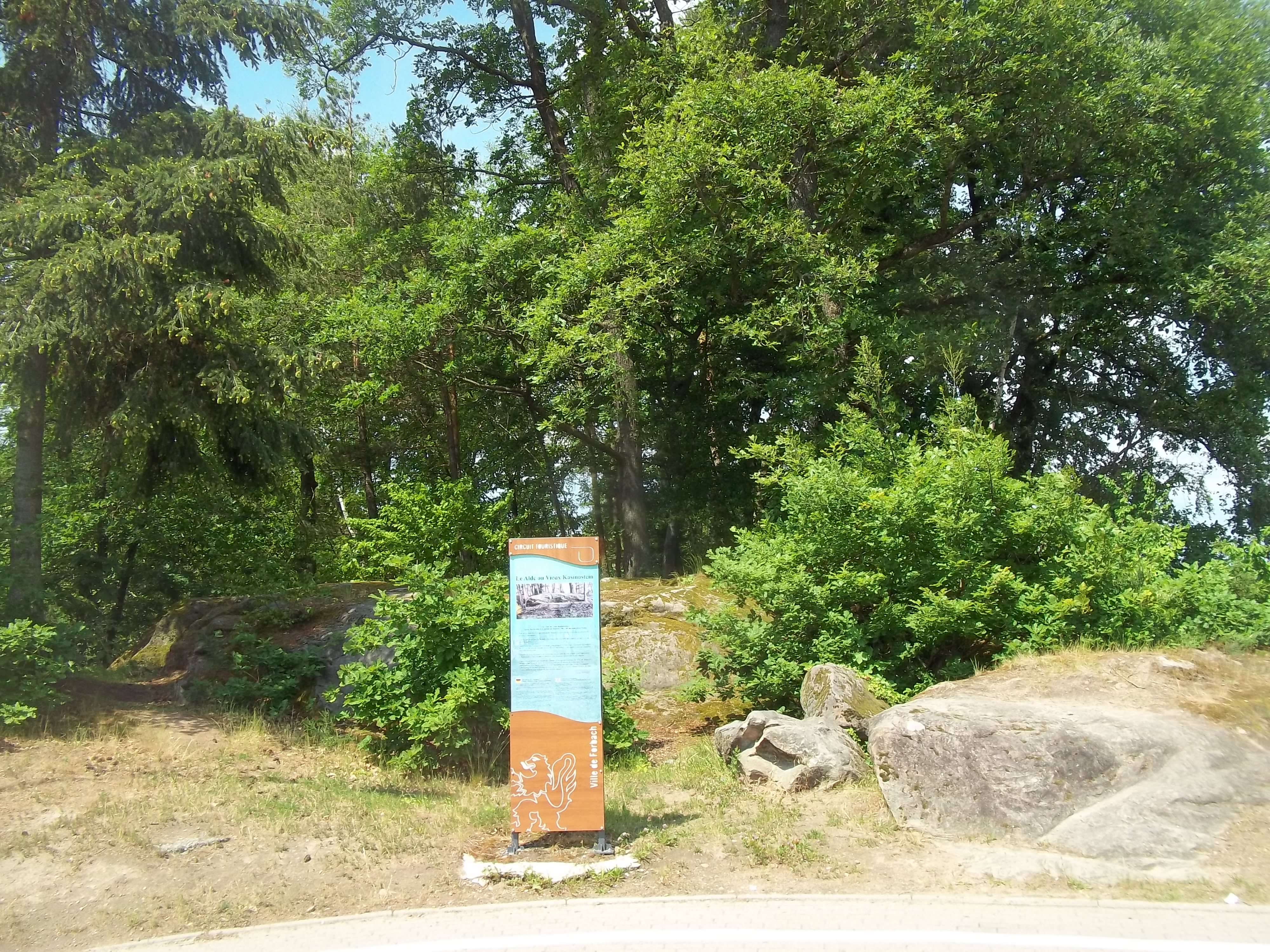
Pierre celte

Forbach est situé dans une région habitée depuis fort longtemps. Des vestiges des époques celtique et surtout romaine ont été trouvés sur son ban.
Le nom Forbach est germanique et décrit la situation de la ville : un ruisseau (Bach), près d’une forêt (Forst). À l’époque gallo-romaine, la grande route militaire de Metz à Mayence passait au sud-est de la forêt du Warndt, par la région de Forbach. Cette route a certainement favorisé le développement de la bourgade blottie au pied de la colline.

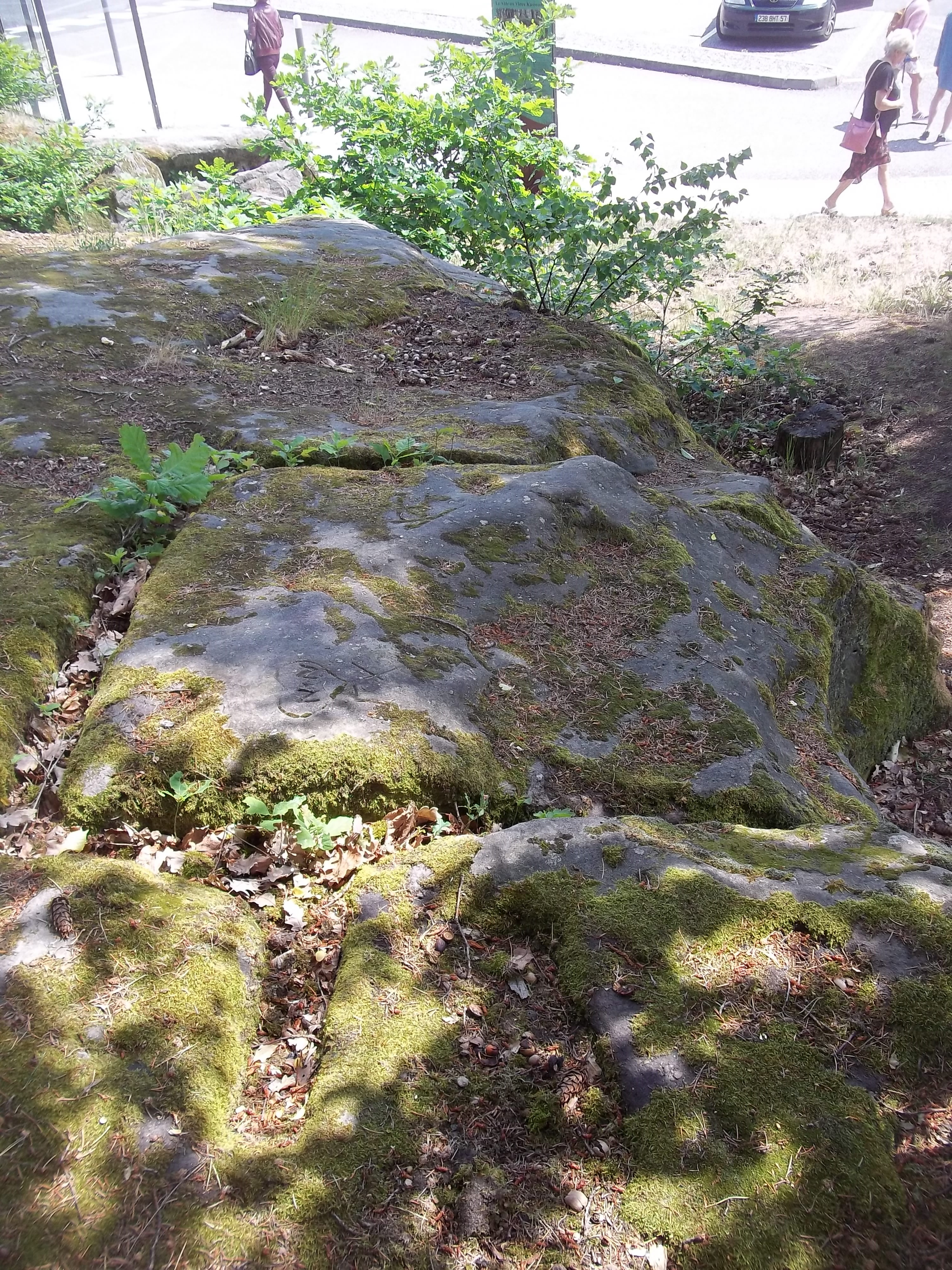
Détails

La Wendelstein est l'un des vestiges de l'habitat celte entre -700 et 200 de la région et se peut être admirée à l'entrée de l'hôpital Marie-Madeleine. Une pointe de flèche en silex y a été découverte en 1924, et en 1966 des outils, des clous, des urnes funéraires et des poteries. L'endroit est aussi appelé Hexenplatz, sa fonction étant de servir de pierre à sacrifice.

### Du Moyen Âge à la fin de l’Ancien Régime

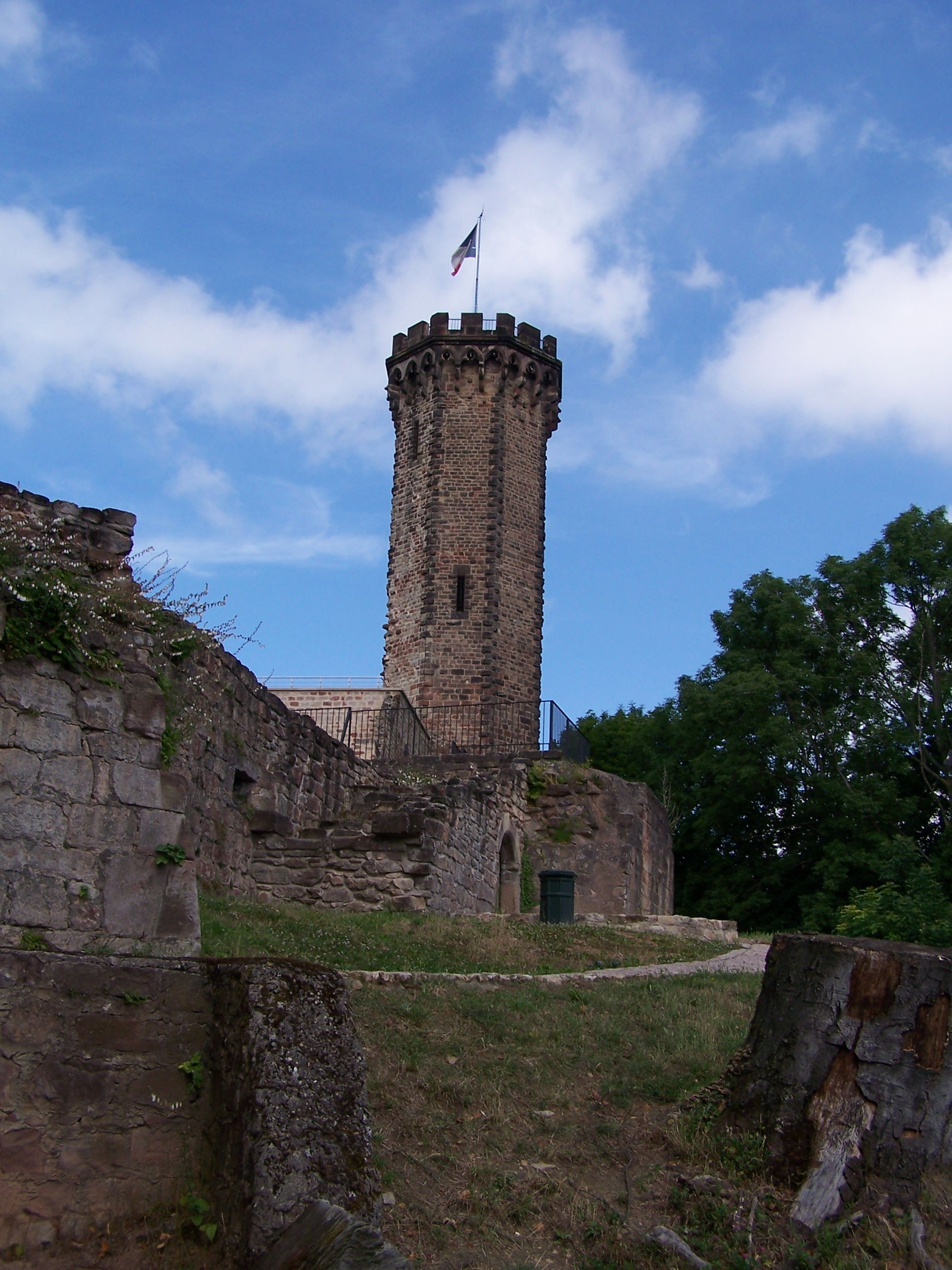
La tour du Schlossberg, reconstruite en 1891, est le symbole de la ville.

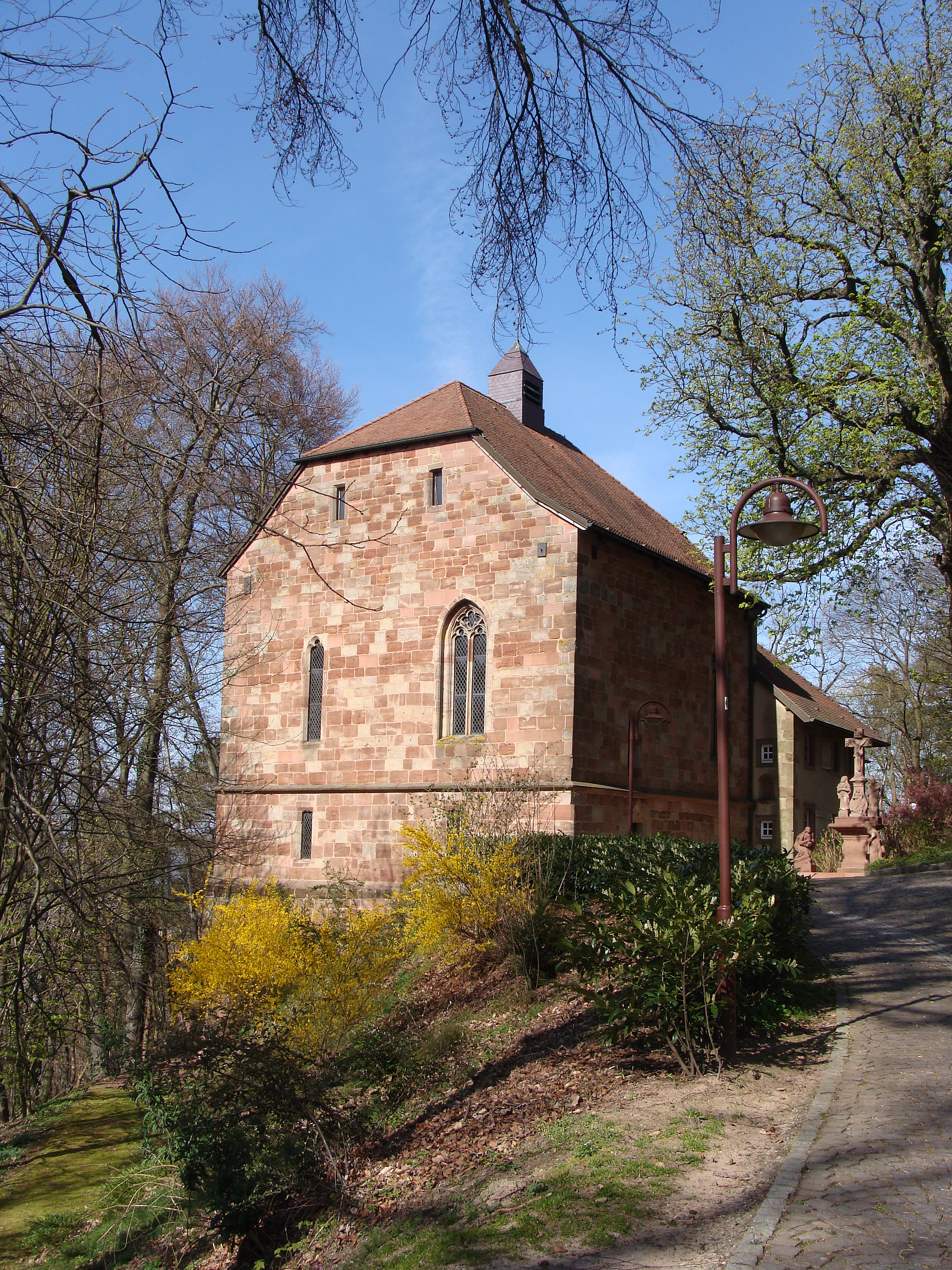
La chapelle gothique Sainte-Croix est l'un des monuments les plus anciens de la ville.

Le château fort est construit sur la colline du Schlossberg à la fin du XIIe siècle. Il est progressivement agrandi et, vers 1550, relié à la ville par un mur d’enceinte. Entre le Xe siècle et 1793, nombreux sont les seigneurs propriétaires de la seigneurie de Forbach. Johann Fischart, écrivain satirique prolifique, surnommé le Rabelais Allemand, a œuvré comme bailli au château de Forbach où il séjourna de 1583 à 1590.
La chapelle Sainte-Croix de Forbach est évoquée dès 1338 dans une lettre de l'évêque de Metz Adhémar de Monteil sous le nom de capella sancta crucis juxta Forbachum, elle est sans doute construite au XIIIe siècle. Elle fut fortement remaniée aux XIVe et XVe siècles. Elle était sans doute la propriété des voués de Hombourg-Haut depuis 1257. Elle est très endommagée pendant la guerre de Trente Ans.
Comme pour l'ensemble de la région, La guerre de Trente Ans fut particulièrement douloureuse et dévastatrice. Le duché de Lorraine est occupé par la soldatesque française en 1634. Le château du Schlossberg et le mur d’enceinte sont démantelés en 1635 sur ordre du ministre Français Richelieu. La chapelle Sainte-Croix est dévastée à la même période.
En 1697, le duc Léopold Ier de Lorraine est rétabli dans ses droits par le traité de Ryswick qui met fin à la guerre de la Ligue d'Augsbourg.
Le 4 janvier 1716, le baron suédois Henning von Stralenheim achète la seigneurie forbachoise. Un plus tard, Léopold Ier, duc de Lorraine, érige la seigneurie en comté. Henning y fait construire, sa nouvelle résidence, le château Barrabino. Pour exploiter plus rationnellement la forêt, principale richesse du comté et assurer l’avenir de sa seconde épouse, Sophie de Wasaborg, il installe une nouvelle verrerie, qu’il baptise de son nom.
En 1736, la Lorraine repasse dans l'orbite française : le duc François III est contraint de renoncer à ses états pour pouvoir épouser l'archiduchesse Marie-Thérèse d'Autriche, héritière de l'empereur. La Lorraine est donnée à titre viager au beau-père du roi de France, l'ex-roi de Pologne en exil Stanislas Leszczynski, avant de devenir une province française en 1766.
Dans le même temps, la danseuse Marie-Anne Camasse, (née en 1734 à Strasbourg), est la seconde comtesse de Forbach. En effet, elle inspira une passion suffisamment vive au duc souverain Christian IV de Deux-Ponts-Birkenfeld pour que celui-ci transgresse les usages de l'époque et l'épouse morganatiquement en 1751. Le duc racheta pour elle le comté de Forbach en 1757. À partir de 1775, la comtesse vécut dans son château de Forbach y entretenant une véritable cour.
En 1738 naquit à Forbach Jean-Nicolas Houchard, futur général de la Révolution dont le nom est gravé sous la voûte de l’Arc de Triomphe à Paris.

### Époque contemporaine

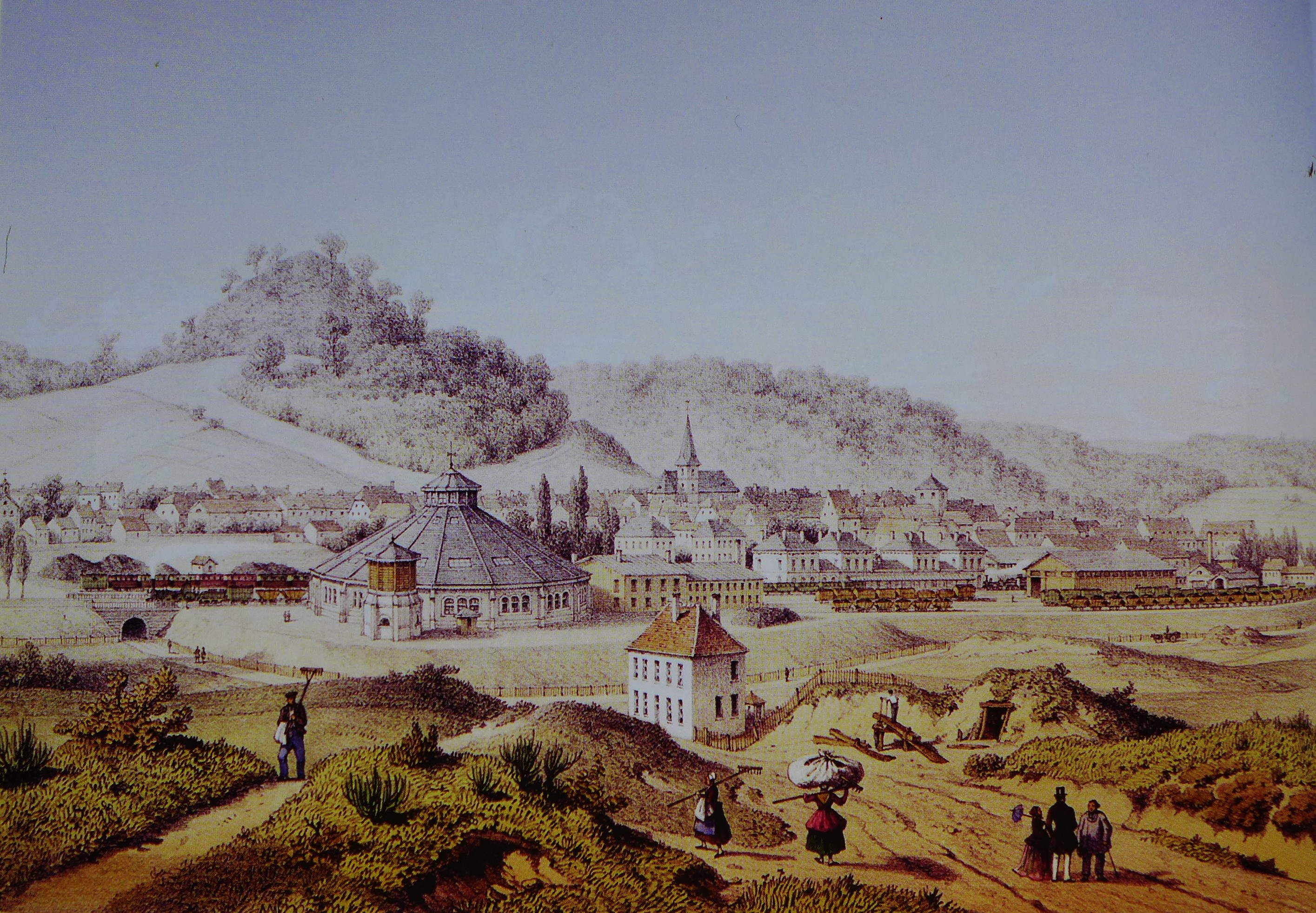
Forbach, vue prise de la ruine de Schoeneck, L. Maugendre : Chemins de fer de l'est, Paris 1851-1857.

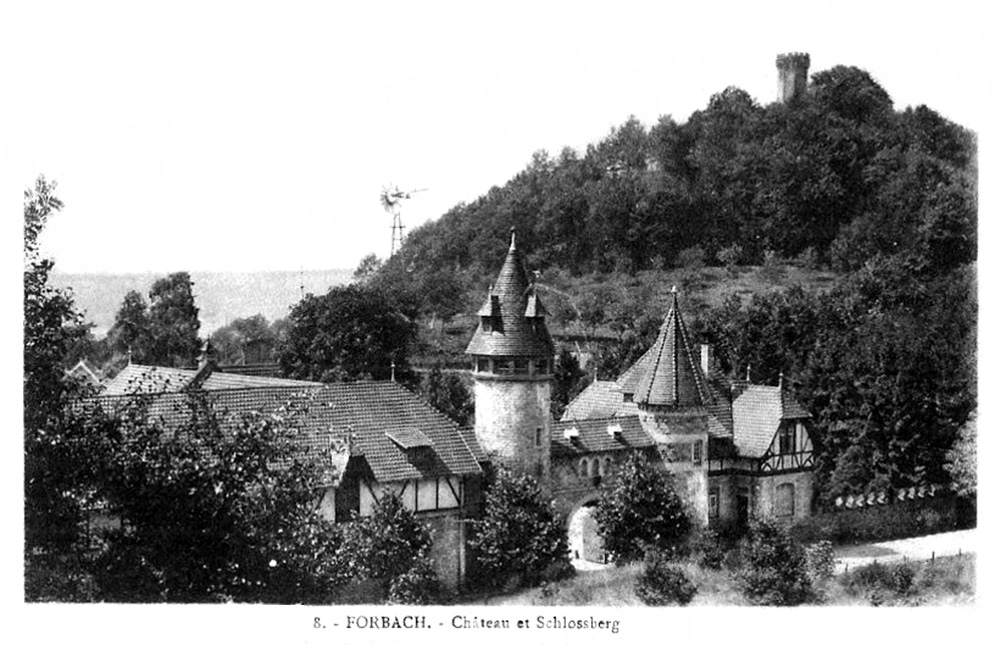
Château et Schlossberg vers 1900.

Forbach a su très tôt profiter du chemin de fer. La ligne entre Metz et Forbach est ouverte dès 1851. Un an plus tard, la jonction avec la gare centrale de Sarrebruck, en Prusse rhénane, est effectuée.
À partir du milieu du XIXe siècle, trois grandes familles marquent l'essor industriel de la région forbachoise et influencent la vie politique, économique et sociale, locale : les Wendel, les Couturier et les Adt. Les Wendel sont à l'origine de l’industrie houillère à Petite-Rosselle, mais aussi à Forbach et Stiring-Wendel, où ils développent une usine sidérurgique puissante. Les Couturier ont aussi, dans une moindre mesure, pesé sur l'économie locale. Leurs tuileries sont alors parmi les plus importantes de Lorraine, et elles trouveront plus tard leur place sur le marché allemand. La famille de Pierre Adt, fondateur des cartonneries s'illustre aussi à cette époque. Les progrès technologiques de l'industrie, et l'enrichissement progressif des habitants, se traduisent par la construction d'édifices de prestige. En témoignent aujourd'hui la tour du Schlossberg, du Burghof, l'église Saint-Rémi ou encore le château Adt.

#### Guerre de 1870 et annexion allemande
Au début de la guerre franco-allemande de 1870, la bataille de Forbach-Spicheren, le 6 août 1870, sonne le glas des espoirs français. Ses conséquences désastreuses seront terribles pour les Lorrains. Forbach, comme l'ensemble des communes du département de la Moselle, est annexé à l'Empire allemand après le traité de Francfort. Ce territoire restera allemand jusqu’en mars 1919. Sous l'empire allemand, Forbach devient un arrondissement du district de Lorraine, un des trois districts de l'Alsace-Lorraine.
Grâce à ses mines, la région connaît alors une période de paix et de prospérité. Après deux générations, la culture germanique porte ses fruits. La culture allemande, qui prospère sur un terreau culturel où s'enracine le francique lorrain, est florissante. Cette particularité culturelle permet, a de nombreux habitants de la région, de faire des études supérieures en Allemagne, un facteur déterminant dans la promotion sociale à l'époque.

#### Première Guerre mondiale
Lorsque la Première Guerre mondiale éclate, les Mosellans se battent loyalement pour l'Empire allemand. Très rares sont les appelés qui désertent et, parmi eux, beaucoup tomberont au champ d’honneur sous l’uniforme allemand, sur le Front de l’Est, mais aussi à l’Ouest. L'Armistice est cependant bien accepté par les Forbachois, heureux de retrouver la paix.

#### Entre-deux-guerres
Après le retour à la France, Forbach retrouve sa fonction de ville frontalière, mais elle voit diminuer son importance militaire, en raison de la construction de la ligne Maginot. La ville doit également faire face à des difficultés économiques, après la crise de 1929. Les secteurs miniers et sidérurgiques sont touchés. Dans les années 1930, les Forbachois voient renaître le nationalisme allemand, avec une certaine inquiétude. L'avenir leur donnera raison.

#### Seconde Guerre mondiale

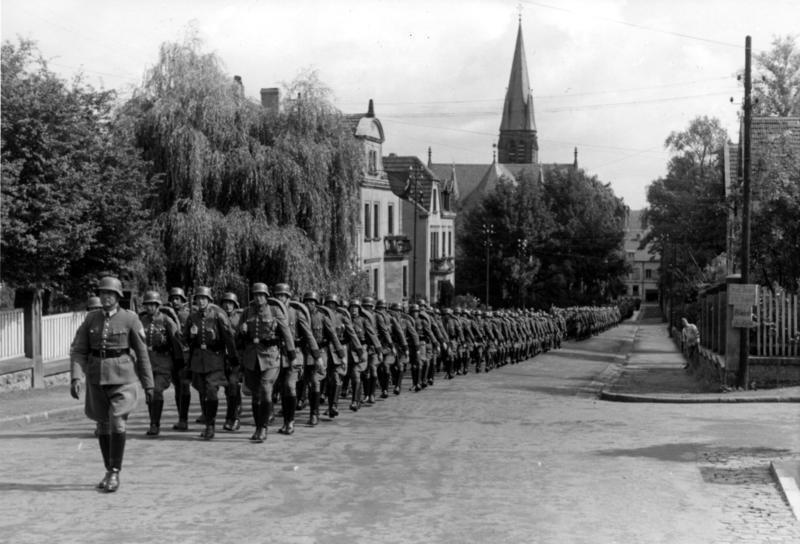
Entrée d’une colonne allemande à Forbach en 1940.

Le 24 octobre 1939, à la fin de l' Offensive de la Sarre, la ville de Forbach est évacuée par la 8e armée française. Les troupes du général Laure, un proche de Pétain, se retirent sans gloire. C'est l'épisode des « tués de Forbach », où l'armée française, ne souhaitant pas voir ses soldats tomber pour Forbach, se retire et prépare sa défaite. Seul le Corps franc de la 29e DI, composé d'une vingtaine de combattants et dirigé par lieutenant Félix Agnély et son adjoint Joseph Darnand, y effectue des reconnaissances et des embuscades. Le 8 février 1940 lors d'une de ses missions, le Corps franc est encerclé par les Allemands et plusieurs combattants, dont Félix Agnély tombent sous les balles allemandes. Joseph Darnand, futur chef de la Milice, récupère le corps de Félix Agnély. Il est décoré le 9 février 1940 de la Légion d'honneur et est présenté par la presse, comme le héros de Forbach. Son portrait fait la couverture d'un magazine. La ville est finalement occupée par les troupes allemandes, et la Moselle, de nouveau annexée en juillet 1940.
Pendant la Seconde Guerre mondiale, l’annexion de la Moselle au Troisième Reich allemand plonge la ville dans une spirale infernale. Les hommes sont enrôlés de force dans la Wehrmacht — ils seront appelés les Malgré-nous — ou envoyés dans les usines d'armement du Troisième Reich. Ceux qui ne partent pas subissent le joug du régime nazi. 114 membres de la communauté juive de Forbach sont déportés par l’occupant. La synagogue, l'un des monuments les plus anciens de la ville, est profanée, vandalisée et transformée en morgue, puis en dépôt. La commune redevient le siège de l'arrondissement de Forbach, mais cette fois au sein du Gau Westmark, dont le chef-lieu est la ville voisine Sarrebruck, tristement connue pour son camp de la Neue Bremm.
Alors que Nancy et Thionville sont libérées dès septembre 1944, et Metz, après une terrible bataille, le 21 novembre, les Forbachois doivent rester dans leurs caves et les abris anti-aériens durant tout l'hiver 1944-1945, pour échapper aux bombardements américains. Ce n’est que le 13 mars 1945, soit 9 mois après le débarquement de Normandie, sept mois après la libération de Paris et après de très éprouvants combats, que Forbach est délivrée par les hommes du 276e régiment de la 70e division d’infanterie, appartenant à la VIIe armée américaine. La libération de la ville mettra fin à plus de cinq années de souffrances, de désespoirs et de deuils.

#### Après-guerre

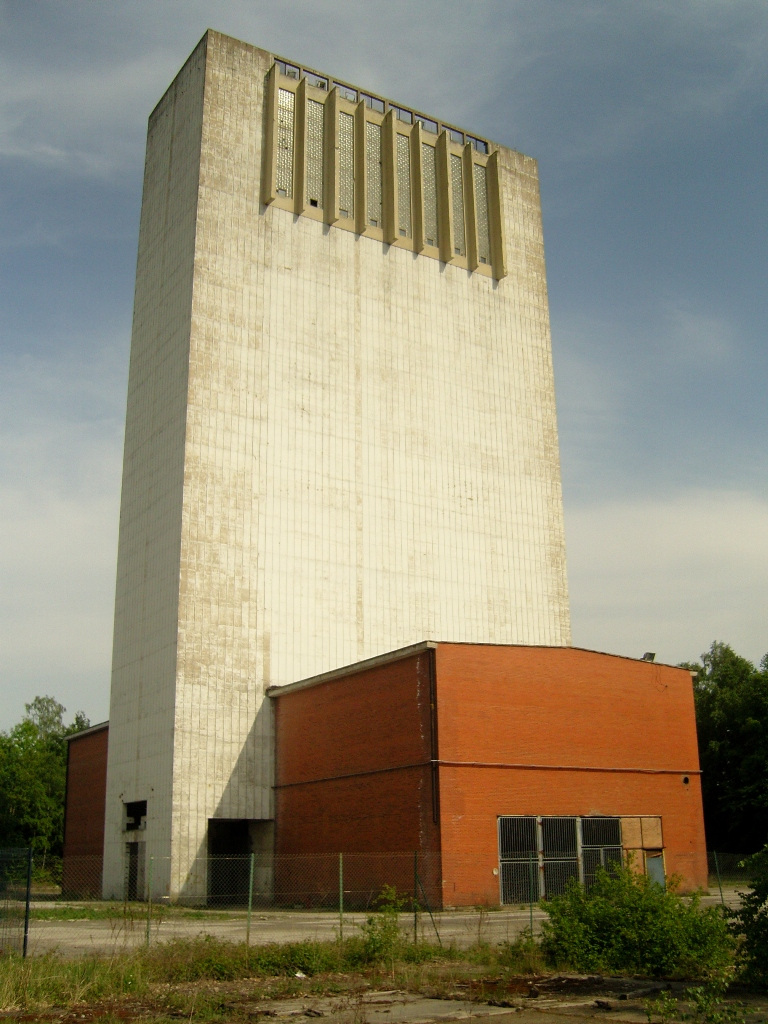
La tour du puits Simon no 5 avant sa démolition en 2009.

La vie reprend ses droits. Lors de sa visite à Forbach le 2 juillet 1961, le Général de Gaulle affirmait que Forbach était 

« une ville d'avant-garde, d'avant-garde du courage, de tous temps, d'avant-garde de l'épreuve. » Il parlait aussi d'« une ville laborieuse, entouré d'un pays laborieux, le pays des mineurs de Lorraine. Ceux-là sont […] exemplaires. »

Mais dès les années 1960, le charbon recule vis-à-vis du pétrole et du nucléaire, énergies plus rentables. Le bassin houiller, centré sur Forbach, est durement touché. Après une longue période de restructurations et de relances, le siège Simon, l'un des charbonnages les plus importants des houillères de Lorraine avec ses cinq puits de mine, ferme en 1997. Celui-ci sera le témoin de la dernière grande catastrophe minière en France en 1985.
Forbach n'en reste pas moins une ville importante de l'Est de la France, une des principales de Lorraine. 51 ans plus tard, le candidat et futur président François Hollande a choisi Forbach pour terminer sa campagne, à 2 jours du scrutin victorieux. Cette visite prouve une nouvelle fois l'attractivité forbachoise, mais elle est aussi symptomatique d'une crise illustrée par un important vote pour le Front national.
Au début du XXIe siècle, la ville est engagée dans un combat complexe marqué par la crise économique profonde et la nécessaire reconversion post-industrielle. Cette reconversion s’inscrit dans la réalisation de nombreux projets, réussis, puisque la ville améliore très nettement son aspect auprès de ses visiteurs et habitants.
Il faut noter par exemple les travaux de réhabilitation de la gare desservie par le TGV depuis juin 2007, qui place la ville à mi-chemin de la ligne Paris-Est-Francfort HBf ; la rénovation du centre-ville ainsi que la réalisation de nombreux logements, somme toute assez prisés. La ville fait désormais partie des 41 agglomérations françaises dont les loyers des logements sont encadrés depuis 2012.
Le réaménagement actuel de l'entrée occidentale de la ville va permettre une profonde mutation des dessertes de la zone commerciale de l'Europe et du Parc Europa, premier parc commercial de Moselle-Est quant au chiffre d'affaires selon une étude de la chambre de commerce de la Moselle.

## Politique et administration

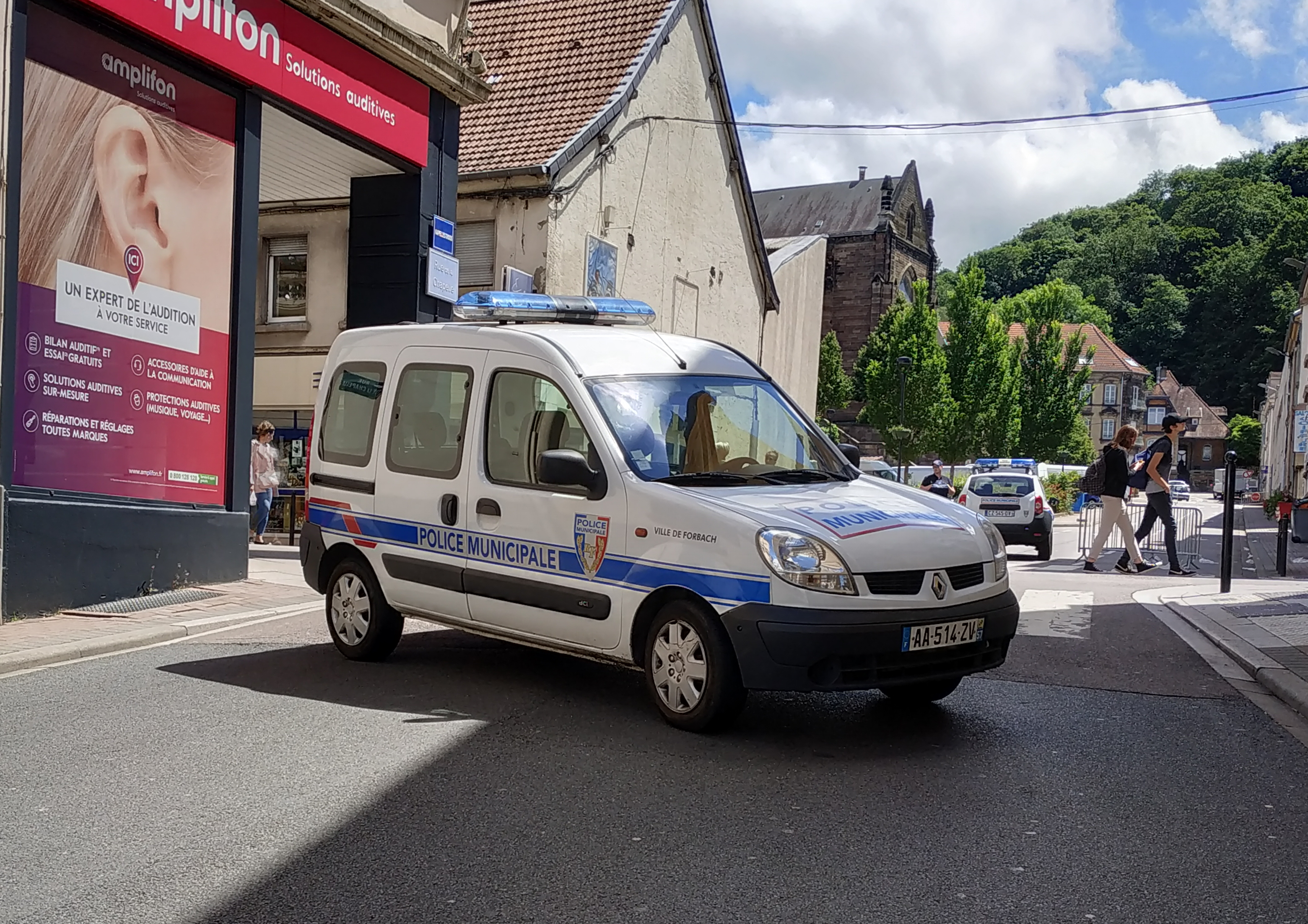
Véhicule de la police municipale de Forbach

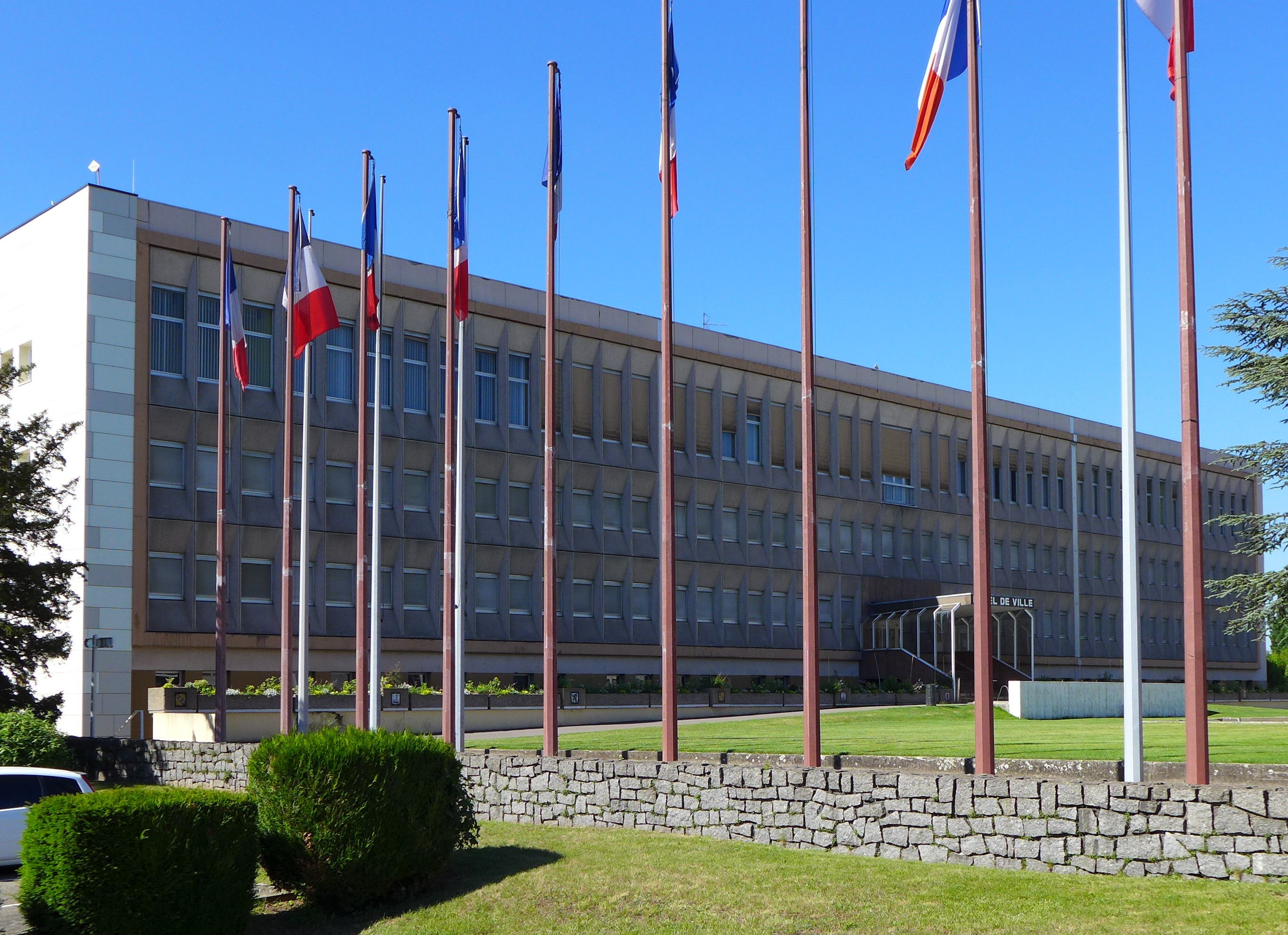
L'hôtel de ville.

La ville est le chef-lieu de l’arrondissement homonyme. Sa population est de 173 226 habitants selon le recensement de 2006. L’arrondissement est composé de sept cantons :
- canton de Forbach ;
- canton de Behren-lès-Forbach ;
- canton de Freyming-Merlebach ;
- canton de Grostenquin ;
- canton de Saint-Avold-1 ;
- canton de Saint-Avold-2 ;
- canton de Stiring-Wendel.

Chef-lieu d’un canton dont elle est la seule commune, Forbach a une particularité puisqu’une partie de son territoire, non urbanisée et inhabitée, est rattachée au canton de Stiring-Wendel.
- Forbach : Ville canton
- Siège de la Communauté d'agglomération de Forbach Porte de France comprenant 21 communes :

Alsting - Behren-lès-Forbach - Bousbach - Cocheren - Diebling - Etzling - Farschviller - Folkling - Forbach - Kerbach - Metzing - Morsbach - Nousseviller-Saint-Nabor - Œting - Petite-Rosselle - Rosbruck - Schœneck - Spicheren - Stiring-Wendel - Tenteling - Théding.
- Population : 21 987 habitants dont 32,44 % âgés de moins de 25 ans.
- Superficie de la ville : 16 ha et 78 a dont domaine forestier : 230 ha / espaces verts et parcs : 45 ha.
- Économie : 818 entreprises sont établies à Forbach (enregistrées à la CCI de la Moselle, chiffres de 2002) :
  - 434 commerces ;
  - 115 industries ;
  - 269 services.

### Tendances politiques et résultats

#### Élections municipales de 2020
En octobre 2019, le Rassemblement national a présenté ses candidats en vue des élections municipales de 2020 avec pour tête de liste Lucien Terragnolo et le slogan « Forbach la reconquête ».
Une polémique éclate dans la foulée de la distribution de l'affiche de campagne et des tracts du candidat. « L'équipe de Lucien Terragnolo a emprunté l'image d'un mannequin à un site internet  et l'a copié-collé sur son matériel électoral ».

### Liste des maires
| Période           | Période           | Identité             | Étiquette    | Qualité |
| ----------------- | ----------------- | -------------------- | ------------ | --- |
| 8 octobre 1945    | 25 octobre 1947   | Édouard Waghemaecker | SFIO         | Professeur |
| 25 octobre 1947   | 28 septembre 1950 | Joseph Ritter        |              | |
| 28 septembre 1950 | 4 mai 1953        | Gabriel Mai          |              | |
| 4 mai 1953        | août 1988         | Jean-Éric Bousch     | UDR puis RPR | Ingénieur Sénateur de la Moselle (1948 → 1974) Député de la 6e circonscription de la Moselle (1978 → 1981) Conseiller général du canton de Forbach (1949 → 1967 puis 1984 → 1990) Conseiller général du canton de Forbach-II (1967 → 1973 puis 1976 → 1984) Président du district de Forbach (1970 → 1995) |
| août 1988         | mars 1989         | Louis Houpert        | app. RPR     | Conseiller général du canton de Forbach (1990 → 1996) |
| mars 1989         | 24 juin 1995      | Jean-Éric Bousch     | RPR          | Ingénieur Sénateur de la Moselle (1988 → 1992) Conseiller général du canton de Forbach (1984 → 1990) Président du district de Forbach (1970 → 1995) |
| 24 juin 1995      | 22 mars 2008      | Charles Stirnweiss   | UDF puis UMP | Chef d'entreprise Conseiller général du canton de Forbach (1996 → 2004) Président du district de Forbach (1995 → 2008) |
| 22 mars 2008      | 28 juin 2020      | Laurent Kalinowski   | PS           | Retraité de l'enseignement Député de la 6e circonscription de la Moselle (2012 → 2017) Conseiller général du canton de Forbach (2004 → 2012) Président de la CA de Forbach Porte de France (2008 → 2011)                                                                                                   |
| 28 juin 2020      | En cours          | Alexandre Cassaro    | LR           | Conseiller Régional du Grand Est 1er Vice Président de la Communauté d'Agglomération Forbach Porte de France |

### Politique environnementale
Forbach a reçu deux fleurs au concours des villes et villages fleuris ; elle en a trois depuis 2016.

### Jumelages
- Völklingen (Allemagne) depuis 1984 ;
- Ravanusa (Italie) depuis 2015 ;
- Târgu Jiu (Roumanie) depuis 2015 ;
- Tanguiéta (Bénin) depuis 2018.

## Équipements et services publics

### Eau et déchets
Le territoire communal est couvert par le schéma d'aménagement et de gestion des eaux (SAGE) « Bassin Houiller ». Ce document de planification, dont le territoire est approximativement délimité par un triangle formé par les villes de Creutzwald, Faulquemont et Forbach, d'une superficie de 576 km2, a été approuvé le 27 octobre 2017. La structure porteuse de l'élaboration et de la mise en œuvre est la région Grand Est. Il définit sur son territoire les objectifs généraux d’utilisation, de mise en valeur et de protection quantitative et qualitative des ressources en eau superficielle et souterraine, en respect des objectifs de qualité définis dans le SDAGE  du Bassin Rhin-Meuse.
La qualité des eaux des principaux cours d’eau de la commune, notamment du ruisseau la Rosselle, peut être consultée sur un site dédié géré par les agences de l’eau et l’Agence française pour la biodiversité.

### Enseignement
Forbach accueille un institut de formation en soins infirmiers et une antenne de l’institut universitaire technologique de Metz, département science en génie des matériaux.
- IUT de Metz à Forbach-Camille-Weiss
- Institut de formation des soins infirmiers

Forbach est située dans l’Académie de Nancy-Metz.

### Santé
La ville était dotée de deux centres hospitaliers (centre hospitalier Marie-Madeleine et Hospitalor Sainte-Barbe) ainsi que d'une clinique (Saint François) où siège depuis 2009 un centre de gériatrie agrandi et modernisé. Est également à noter le centre de réadaptation fonctionnelle du centre hospitalier Sainte-Barbe qui accueille quelques joueurs du FC Metz lors de leur convalescence.
Depuis l'été 2011, la maternité de Marie-Madeleine accueille une partie des nouveau-nés d'Hospitalor Saint-Avold après la fermeture de la maternité de cet hôpital et dans le cadre de la restructuration de l'offre de soin en Moselle-Est. Désormais Hospitalor Sainte-Barbe n'accueille plus de patients à la suite des transferts de ses activités vers le centre hospitalier Marie-Madeleine et vers celui d'Hospitalor de Saint-Avold au cours du premier semestre 2012. Seul subsiste le pôle de gériatrie, le centre de réadaptation fonctionnelle ayant été lui transféré à la CARMI.

## Population et société

### Démographie

#### Évolution démographique
L'évolution du nombre d'habitants est connue à travers les recensements de la population effectués dans la commune depuis 1793. Pour les communes de plus de 10 000 habitants les recensements ont lieu chaque année à la suite d'une enquête par sondage auprès d'un échantillon d'adresses représentant 8 % de leurs logements, contrairement aux autres communes qui ont un recensement réel tous les cinq ans,.

En 2022, la commune comptait 21 111 habitants, en évolution de −2,39 % par rapport à 2016 (Moselle : +0,52 %, France hors Mayotte : +2,11 %).
| 1793  | 1800  | 1806  | 1821  | 1836  | 1841  | 1861  | 1866  | 1871  |
| ----- | ----- | ----- | ----- | ----- | ----- | ----- | ----- | ----- |
| 1 539 | 1 769 | 1 881 | 3 110 | 4 428 | 4 288 | 4 860 | 5 691 | 5 411 |

| 1875  | 1880  | 1885  | 1890  | 1895  | 1900  | 1905  | 1910  | 1921   |
| ----- | ----- | ----- | ----- | ----- | ----- | ----- | ----- | ------ |
| 6 173 | 7 114 | 7 839 | 9 575 | 7 867 | 8 208 | 8 628 | 9 704 | 10 514 |

| 1926   | 1931   | 1936   | 1946  | 1954   | 1962   | 1968   | 1975   | 1982   |
| ------ | ------ | ------ | ----- | ------ | ------ | ------ | ------ | ------ |
| 11 569 | 11 491 | 12 167 | 9 599 | 21 591 | 21 704 | 23 120 | 25 244 | 27 187 |

| 1990   | 1999   | 2006   | 2011   | 2016   | 2021   | 2022   | - | - |
| ------ | ------ | ------ | ------ | ------ | ------ | ------ | - | - |
| 27 076 | 22 807 | 21 956 | 21 561 | 21 627 | 21 130 | 21 111 | - | - |

#### Pyramide des âges
La population de la commune est relativement jeune.
En 2018, le taux de personnes d'un âge inférieur à 30 ans s'élève à 35,4 %, soit au-dessus de la moyenne départementale (33,6 %). À l'inverse, le taux de personnes d'âge supérieur à 60 ans est de 26,6 % la même année, alors qu'il est de 26,2 % au niveau départemental.
En 2018, la commune comptait 10 363 hommes pour 11 289 femmes, soit un taux de 52,14 % de femmes, légèrement supérieur au taux départemental (51,08 %).
Les pyramides des âges de la commune et du département s'établissent comme suit.
| Hommes | Classe d’âge | Femmes |
| ------ | ------------ | ------ |
| 0,5    | 90 ou +      | 1,3    |
| 7,0    | 75-89 ans    | 9,4    |
| 16,9   | 60-74 ans    | 17,9   |
| 20,3   | 45-59 ans    | 20,3   |
| 18,8   | 30-44 ans    | 16,7   |
| 17,2   | 15-29 ans    | 17,6   |
| 19,3   | 0-14 ans     | 16,9   |

| Hommes | Classe d’âge | Femmes |
| ------ | ------------ | ------ |
| 0,6    | 90 ou +      | 1,5    |
| 6,8    | 75-89 ans    | 9,5    |
| 17,2   | 60-74 ans    | 18,4   |
| 20,9   | 45-59 ans    | 20,5   |
| 19,5   | 30-44 ans    | 18,6   |
| 17,7   | 15-29 ans    | 15,7   |
| 17,4   | 0-14 ans     | 15,8   |

### Langues
Plusieurs langues sont utilisées sur le territoire de la ville de Forbach. Les principales sont :
- le français (langue officielle de la République) ;
- l'allemand (ou « Hochdeutsch »). Son usage reste exceptionnel dans la commune (publications, cultes et chants) ;
- le dialecte francique rhénan de Lorraine (ou « Rheinfränkisch ») qui fait partie du groupe des langues germaniques du moyen-allemand occidental (ou « Westmitteldeutsch »). L'usage du dialecte (ou « Platt ») est en long déclin à Forbach.

En 1790, le bilinguisme administratif est appliqué à Forbach et l'usage du « Platt » est constant.
1794 : une loi (reprise plus tard par Napoléon Bonaparte) interdit tout acte officiel en une langue autre que le français.
1850 : le français gagne du terrain mais le catéchisme et les cultes se font en allemand. La population cultivée lit invariablement des publications en français et en allemand. Le dialecte est la langue du quotidien.
1871 : le traité de Francfort cède Forbach, Sarreguemines, Metz, Sarrbourg et Château-Salins à l'Empire allemand. Les cadres de culture Française « optent » pour la France. La culture allemande commence à s'introduire peu à peu, des colons Allemands commencent à s'installer dans la ville qui s'industrialise.
1872 : l'école devient tout à fait allemande. Le « Platt » reste la langue du quotidien.
1918 : le français s'impose au retour de la Lorraine à la France. À Forbach, l'enseignement se met en place progressivement en français.
1926 : le catéchisme et les cultes se font souvent en allemand. Le président Raymond Poincaré, originaire de Lorraine, prônera un bilinguisme français/dialecte ce qui entraînera une réaction hostile des députés et des évêques. La situation restera inchangée jusqu’au début de la Seconde Guerre mondiale.
1940 : la Moselle est annexée au Troisième Reich. Les cours doivent se faire en allemand (« Hochdeutsch ») uniquement. Des enseignants de langue maternelle allemande sont mis en place dans les différentes écoles de Forbach. Le français est interdit et son usage est verbalisé. Les actes se font désormais uniquement en allemand. Le dialecte (« Platt ») continue d’être utilisé par la population.
Après 1945 : on assiste à une francisation forcée. La loi de 1926 sur l'enseignement de l'allemand à l'école restera provisoirement suspendue jusqu’en 1972, date à laquelle l'enseignement de l'allemand réapparaîtra timidement au primaire (méthode Holderith). Le dialecte (« Platt ») connaît un long déclin et ne survit que dans les échanges quotidiens de la population âgée et dans certaines manifestations populaires (théâtre, chants et poésies).
1986 : l'option Langues et cultures régionales au baccalauréat devient Langue et culture des pays mosellans.

2014 : le Festival de langue francique et des langues régionales se déroule pour la cinquième fois en 2014 dans les villes mosellanes de Forbach et de Sarreguemines.

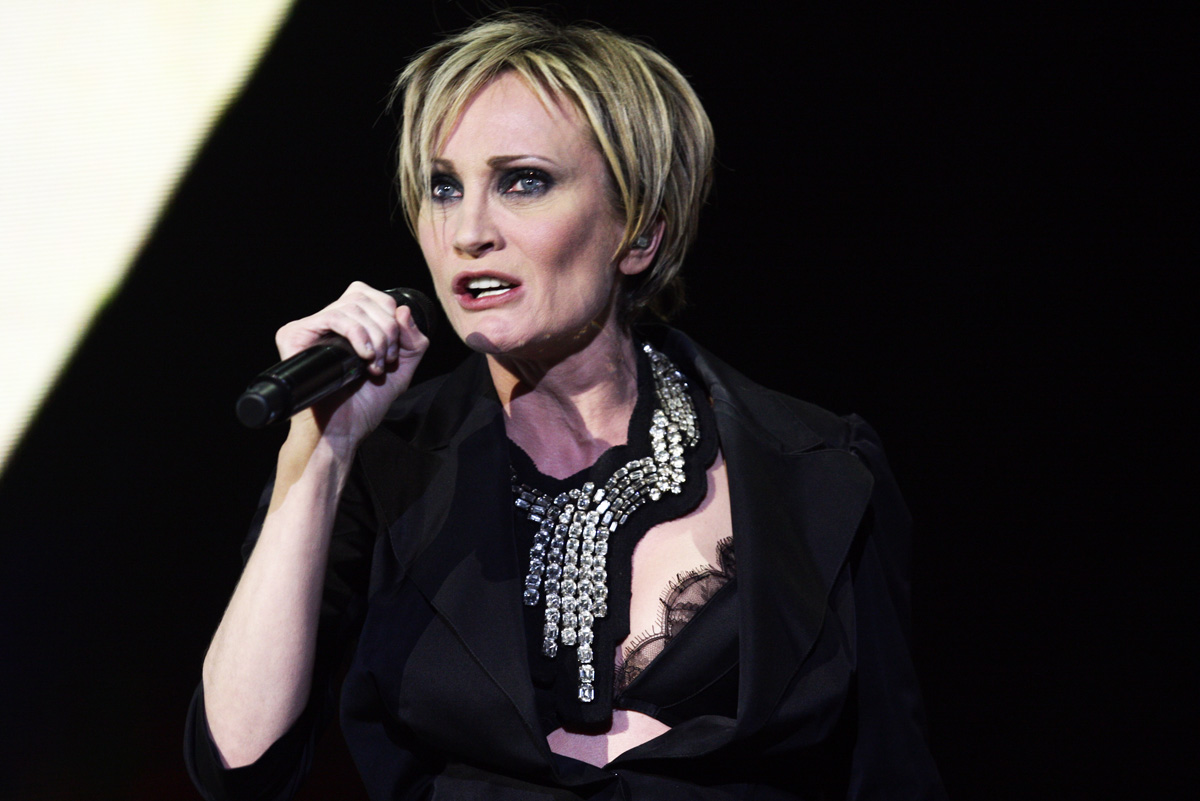
Patricia Kaas en concert (2009).

Des pièces de théâtre en « Platt » ont lieu au Club Barrabino.
À noter la figure remarquable de Roger Bichelberger, écrivain bilingue français et allemand, dialectophone, ancien professeur à Forbach, membre de l'Académie nationale de Metz et de l'Académie d'Alsace. Il est également membre de l'association européenne François Mauriac. Roger Bichelberger a notamment parrainé des évènements littéraires à la communauté des compagnons d'Emmaüs de Forbach.
On peut également citer la figure connue de la chanteuse bilingue Patricia Kaas, née à Forbach le 5 décembre 1966. Ses albums sont commercialisés dans une quarantaine de pays. Ses ventes sont estimées à environ 17 millions d'albums à travers le monde. La langue maternelle de Patricia, qui ne parlera pas le français avant l'âge de six ans, est le « Platt ».

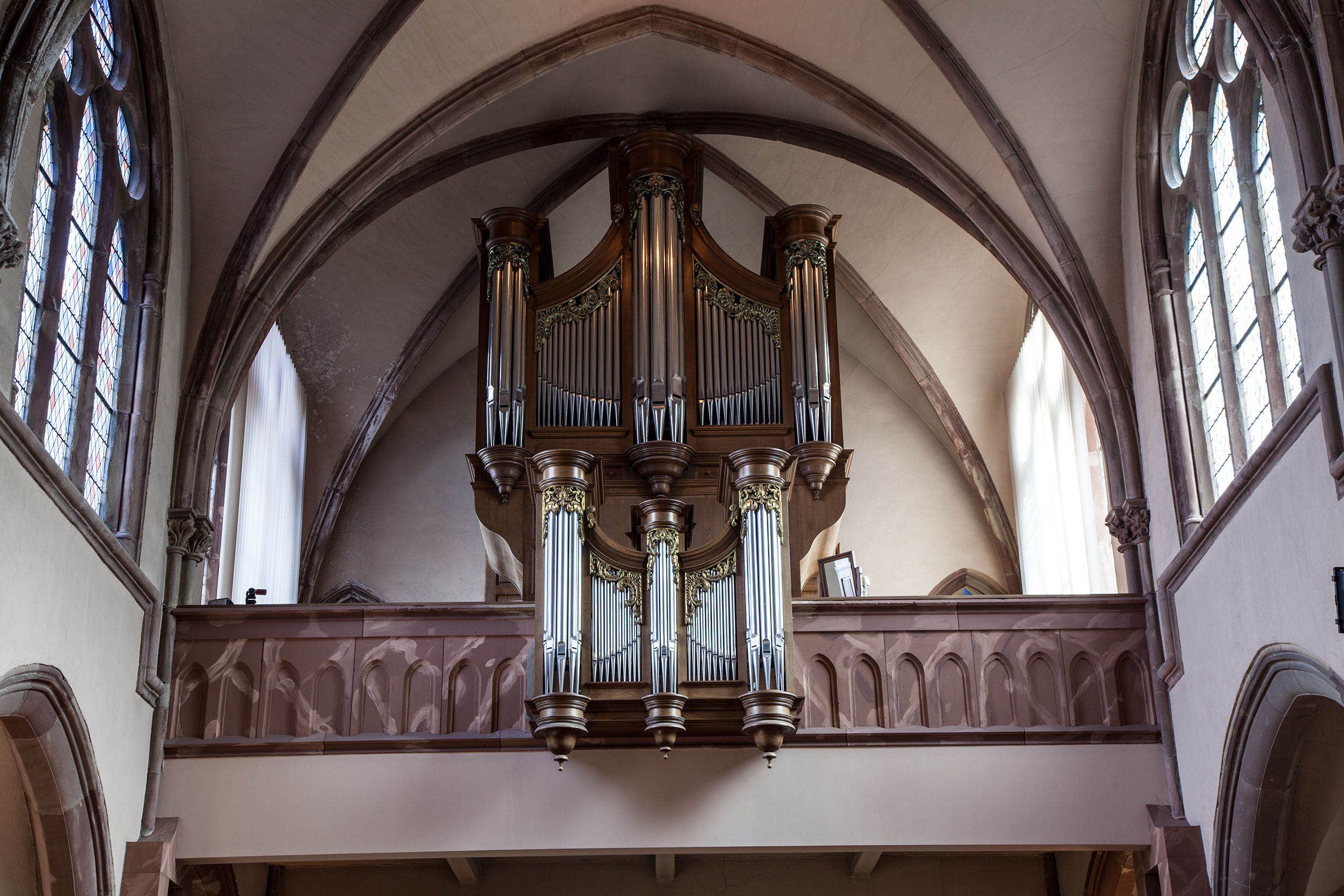
Orgue de l'église protestante de Forbach.

### Manifestations culturelles et festivités

#### Association des amis des orgues de Forbach (AMOFOR)
L'association des Amis des orgues de Forbach organise une vingtaine de manifestations par an qui rassemblent 3 000 auditeurs. De nombreux concerts, visites d'instruments, projets pédagogiques, expositions sont proposés tout au long de l'année et, surtout, au cours du Festival d'orgues Forbach-Völklingen.
En 2007, Les amis des Orgues créent l'Ensemble Vocalis, composé d’une quarantaine de choristes, originaires de la grande région transfrontalière de Forbach (Moselle-France), avec pour objectif de monter des projets musicaux remarquables avec des œuvres pour chœur et orgue. Ainsi le premier but a été de présenter, aux côtés de l’Ensemble Vocal Pays Noir de Charleroi (Belgique) la Messe Solennelle pour deux orgues de Louis Vierne afin de célébrer le 70e anniversaire de la mort du compositeur. Avec ce programme, l'ensemble vocal a pu se produire dans des lieux prestigieux comme la cathédrale de Bruxelles ou encore la cathédrale de Strasbourg. Le chœur s’est, depuis, aussi produit dans des programmes musicaux variés, avec des œuvres de Mendelssohn, Mozart, Brahms, Rheinberger, Bruckner, Franck…
En 2015, l'ensemble vocal participe au grand spectacle « Les Plaisirs de Versailles » mêlant chant, orchestre, théâtre, danse et poésie. En 2016, il propose un programme inhabituel constitué d’œuvres de John Rutter et d’Ola Gjeilo pour chœur et piano.

#### Festival d'orgues Forbach-Völklingen

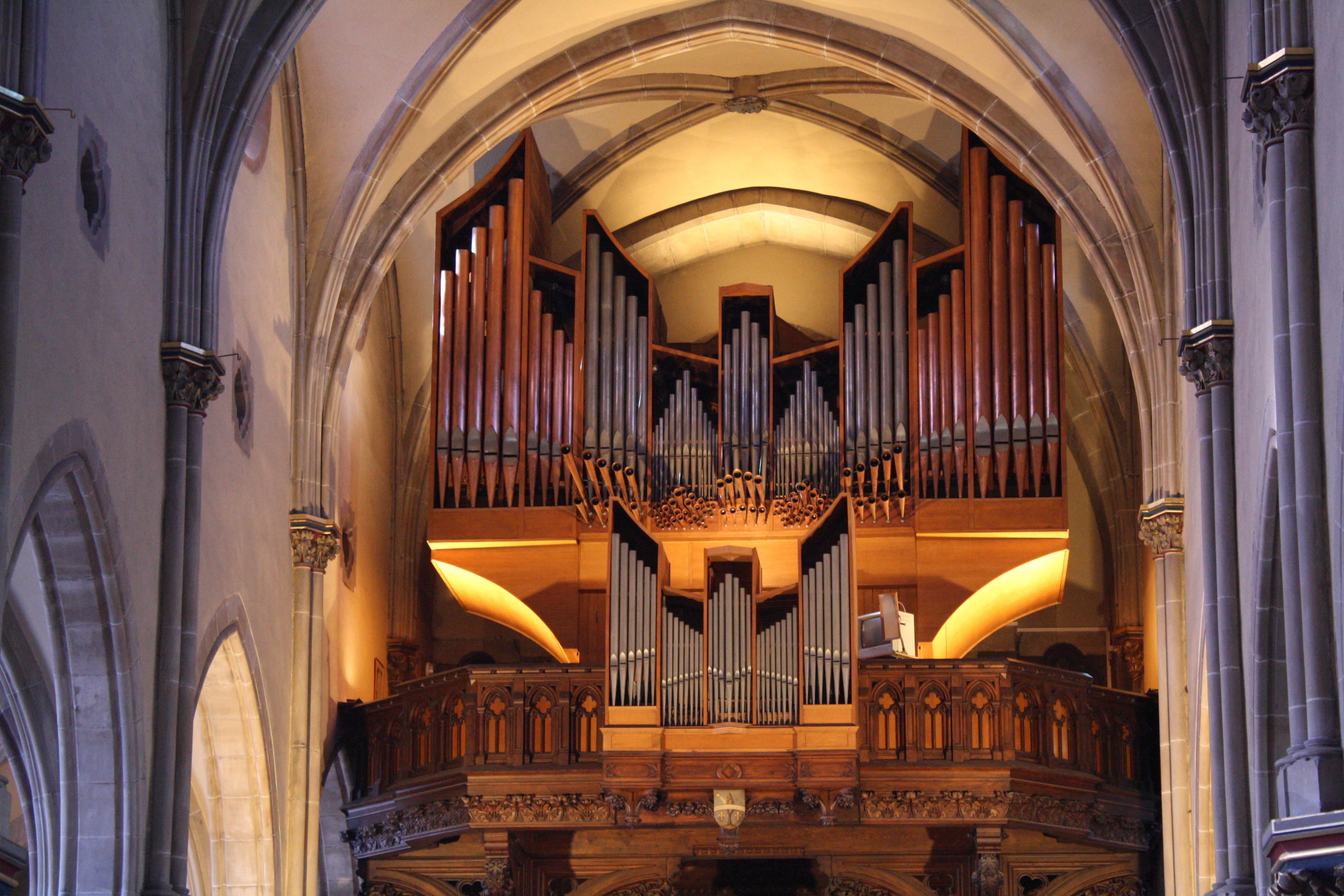
Orgue de l'église Saint-Rémi de Forbach.

Le festival d’orgues Forbach-Völklingen,, est né de la volonté de concrétiser le jumelage des deux communes Forbach (France, Moselle) et Völklingen (Allemagne, Sarre) par un projet culturel[non neutre]. La présence de quatre orgues remarquables dans ces villes constitue un patrimoine culturel et musical important[réf. nécessaire], d’autant que ces quatre instruments se complètent d’un point de vue stylistique Le premier festival a eu lieu en 2001. Une quinzaine de manifestations autour de l’orgue (concerts, visites, masterclasses, audition, projet pédagogique, exposition…) compose sa programmation tous les ans.

### Sports et loisirs
L'Union sportive de Forbach est un club français de football fondé en 1909. L'US Forbach évolue cette saison en CFA 2. Elle joue à domicile au stade du Schlossberg qui peut accueillir 5 500 spectateurs (comme lors de la rencontre du 4 janvier 2003 dans laquelle l'USF affrontait le RC Lens pour le compte des 32e de finale de la Coupe de France).
Un projet de fusion est à l'étude mais quelques réticences ont mis le projet en pause.
Il est également à noter que la Société gymnastique de Marienau, fondée en 1911, évolue en DHR (division d'honneur régional) de la ligue de Lorraine. Elle joue au stade François Meyer (ancien président emblématique du club) après avoir joué au stade de l'Étang de 1947 à 1992.
La ville est bien équipée sur le plan sportif. Plusieurs stades équipent la ville. Le stade du Schlossberg et sa piste d'athlétisme accueillent chaque année le meeting international d'athlétisme. Une équipe de rugby dispose d'un stade près de Marienau, rue Schoeser.
Forbach est également dotée d'une piscine olympique moderne et fonctionnelle qui fut la première piscine de France où l'eau était traitée à l'ozone.

### Médias

#### Presse
Antenne du quotidien Le Républicain lorrain, édition de Forbach, implantée rue Nationale, en centre-ville.

#### Radios
L'antenne est située sur la colline du Creutzberg, en voici les caractéristiques :
| Coordonnées          | 49° 11′ 10″ N, 6° 55′ 45″ E   |
| Altitude du site     | 380 m                         |
| Hauteur des antennes | 80 m                          |
| FM                   | 5 émetteurs de 0,1 kW PAR     |
| FM                   | 2 émetteurs de 1 kW PAR       |
| TV analogique        | 1 émetteur UHF de 2,1 kW PAR  |
| TV analogique        | 3 émetteurs UHF de 7 kW PAR   |
| TV numérique         | 5 émetteurs UHF de 0,7 kW PAR |

Par ailleurs, la ville de Forbach est couverte par de nombreuses radios, comme Virgin Radio sur 102.3 (studio 1, rue du Schlossberg) ou France Bleu Lorraine Nord sur 98.8… sans oublier, du fait de sa situation géographique, des radios allemandes (qui émettent bien plus fort), telles que Radio Salü sur 101.7, Unser Ding 103.7…
Depuis 2012, Radio Mélodie émet sur les hauteurs de Schœneck sur la fréquence 102.9. La radio transmet depuis 1987 sur Sarreguemines, elle était présente à Forbach mais avait du mal à couvrir l'ensemble de la ville à cause de son relief en cuvette.
La proximité immédiate de l'Allemagne pose un problème récurrent concernant les fréquences, c'est la raison pour laquelle on dit communément que la région est de la France est une terre pauvre en radios nationales.

#### Télévision
Siège de la chaîne TV8 Moselle-Est, implantée avenue Saint-Rémy, près de la gare.

## Économie
Les principaux domaines portant l’économie locale sont la carbochimie, les Constructions mécaniques, la verrerie. La ville possède d’ailleurs une antenne de la Chambre de commerce et d'industrie de la Moselle.
La ville dispose aussi du projet de méthanisation des déchets le plus abouti en France et en Europe. Avec l'usine Methavalor située dans la Z.I. de l'Europe et inaugurée en 2011, Forbach a opté pour la mise en place d'une filière spécifique de valorisation de la fraction fermentescible des ordures ménagères, au travers d'une collecte à la source des biodéchets et d'une valorisation biologique par méthanisation. Sur le site, outre les digesteurs, les installations seront constituées d’un centre multi flux, dans lequel les poubelles seront triées selon leur couleur, ainsi que de deux unités de cogénération. Ces dernières seront chargées de brûler une partie du gaz de l’usine pour produire de l’électricité et de la chaleur.
L’ancien maire Charles Stirnweiss a signé en 2003, au nom de la ville, la campagne « 500 villes s’engagent pour un commerce équitable », de l’association Max Havelaar.
Forbach accueille de nombreuses nouvelles constructions également, avec bon nombre de projets immobiliers en centre-ville mais aussi des réflexions sur des quartiers avec par exemple le projet Kaninchenberg d’ici 2015 ou plus de 150 lots à bâtir seront proposés aux intéressés tandis que le lotissement Beau Pré, désenclavant un peu plus le quartier de Bellevue, affiche 52 lots prisés, tous acquis.
Les résidences dites Poincaré, avec déjà un bâtiment sorti de terre et les anciens halls des meubles Wolf en destruction actuellement pour accueillir quatre nouveaux immeubles de standing d’ici peu avec accès piéton sur la place Fischart (Ville Haute).
Le projet des Résidences Poincaré comme celui de la Résidence de la Tuilerie, rue de la Tuilerie ou encore le projet avenue Saint-Rémi ont pris un certain retard dans le lancement des travaux dans la mesure ou le Plan local d'urbanisme (PLU) est actuellement en révision au niveau de la municipalité.
Municipalité qui permet d'ailleurs de consulter le nouveau PLU en mairie et d'apporter son avis personnel quant aux changements envisageables par la municipalité.
Une enquête publique est donc ouverte par la municipalité, permettant à chaque citoyen d'apporter son avis sur le nouveau PLU et son projet de modification et ce jusqu'au 17 décembre 2010.
Ce PLU stipulera, entre autres, l'interdiction d'immeubles de grande hauteur alors que l'ancien PLu demandait de densifier le Centre-Ville, ce qui n'est plus, en 2010-2011 d'actualité.
L’avenue de Spicheren, en pleine mutation aussi, qui a accueilli la deuxième maison du département avec également un projet immobilier finalisé depuis peu et un autre en finalisation.
Enfin, Forbach reste accueillante pour les entreprises, plus encore depuis que les HBL (Houillères du Bassin de Lorraine) cèdent des terrains gelés à l’époque de l’extraction minière.
L’Eurozone est un exemple de terrain laissé libre depuis le retrait des HBL. Ce fut un ancien terrain de stockage du bois, communément nommé le « Parc à Bois ». Cette zone, nouvellement créée, accueille déjà ses premières entreprises et est destinée à l’accueil des entreprises de haute technologie. Ses friches sont actuellement viabilisées, et des accès routiers sont en création.

## Culture locale et patrimoine

### Lieux et monuments

#### Édifices civils
- Passage d'une voie romaine.
- Vestiges d'une villa dans la forêt.

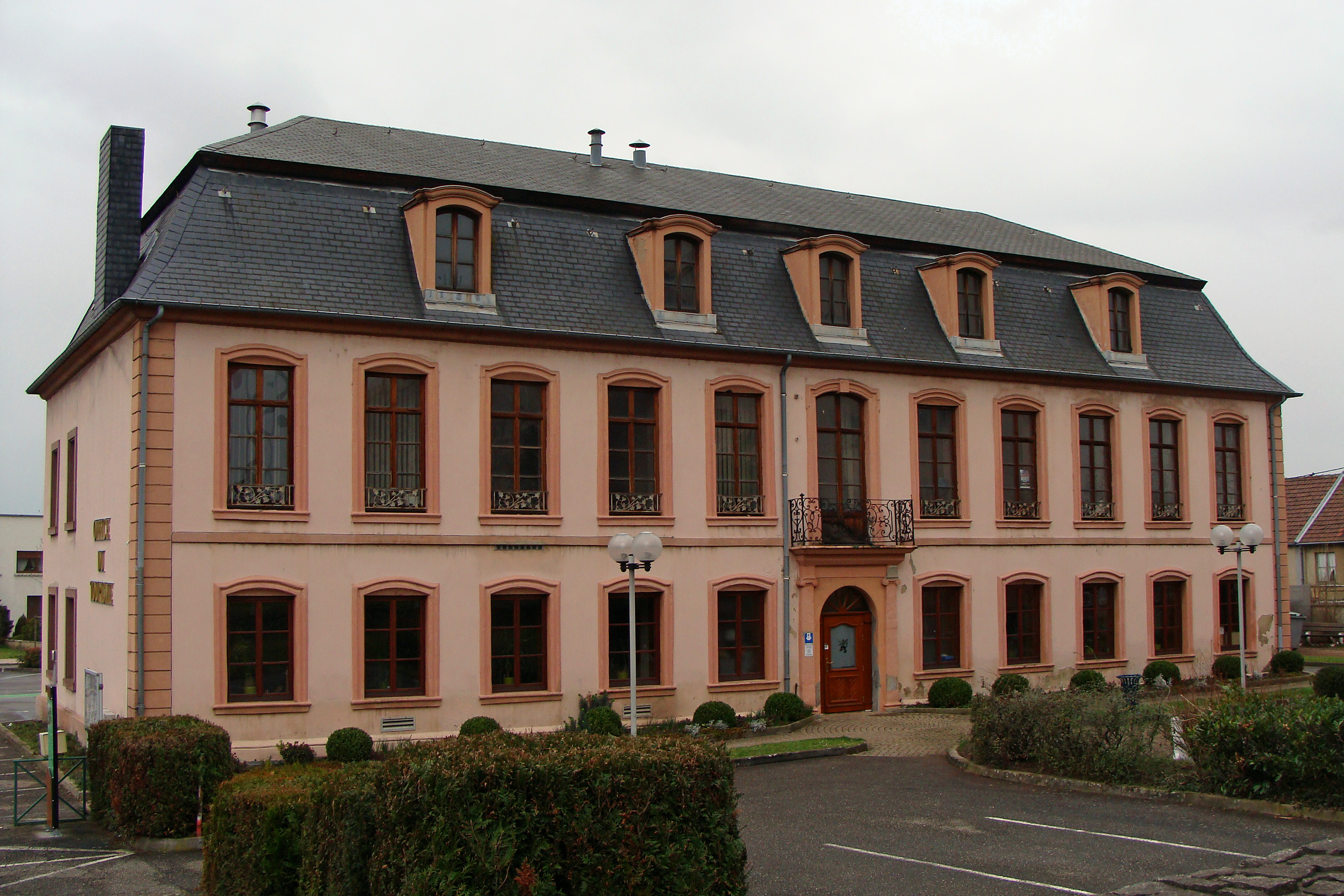
Château Barrabino (1716).

- Le château du Schlossberg avec sa tour, sa salle des chevaliers, son parc parsemé de vestiges, sa roseraie et son restaurant gastronomique.
- Le château Adt, construit au XIXe siècle, rénové en 2019 et qui abrite aujourd'hui le Conservatoire communautaire de musique et de danse.
- Le château Barrabino du nom de l'ancien maire, construit en 1716 pour Henning, baron de Stralenheim, diplomate suédois au service du roi de Suède Charles XII, résidence de la comtesse de Forbach Marianne Camasse. Acheté en 1905 par la ville, il est depuis début 2010 le bâtiment hôte de l'Office de tourisme de la ville.
- Stèle des « Oubliés de l'Histoire », à l'entrée du cimetière de Forbach, rue Bauer, dédiée à de milliers de jeunes Lorrains qui furent arrachés à la vie lors des guerres fratricides entre la France et l'Allemagne[62].
- Cimetière Israélite construit vers 1800. Selon une tradition locale, il se trouve parmi les premières tombes du cimetière, celle d'une tante de Heinrich Heine[63].
- Le siège Simon, ancien charbonnage, trois chevalements subsistent. Un monument rend hommage aux victimes de la catastrophe du puits Simon. Le carreau des puits I et II est inscrit au titre des monuments historiques par arrêté du 11 juillet 2002[64].
- Le Centre des Congrès du Burghof.

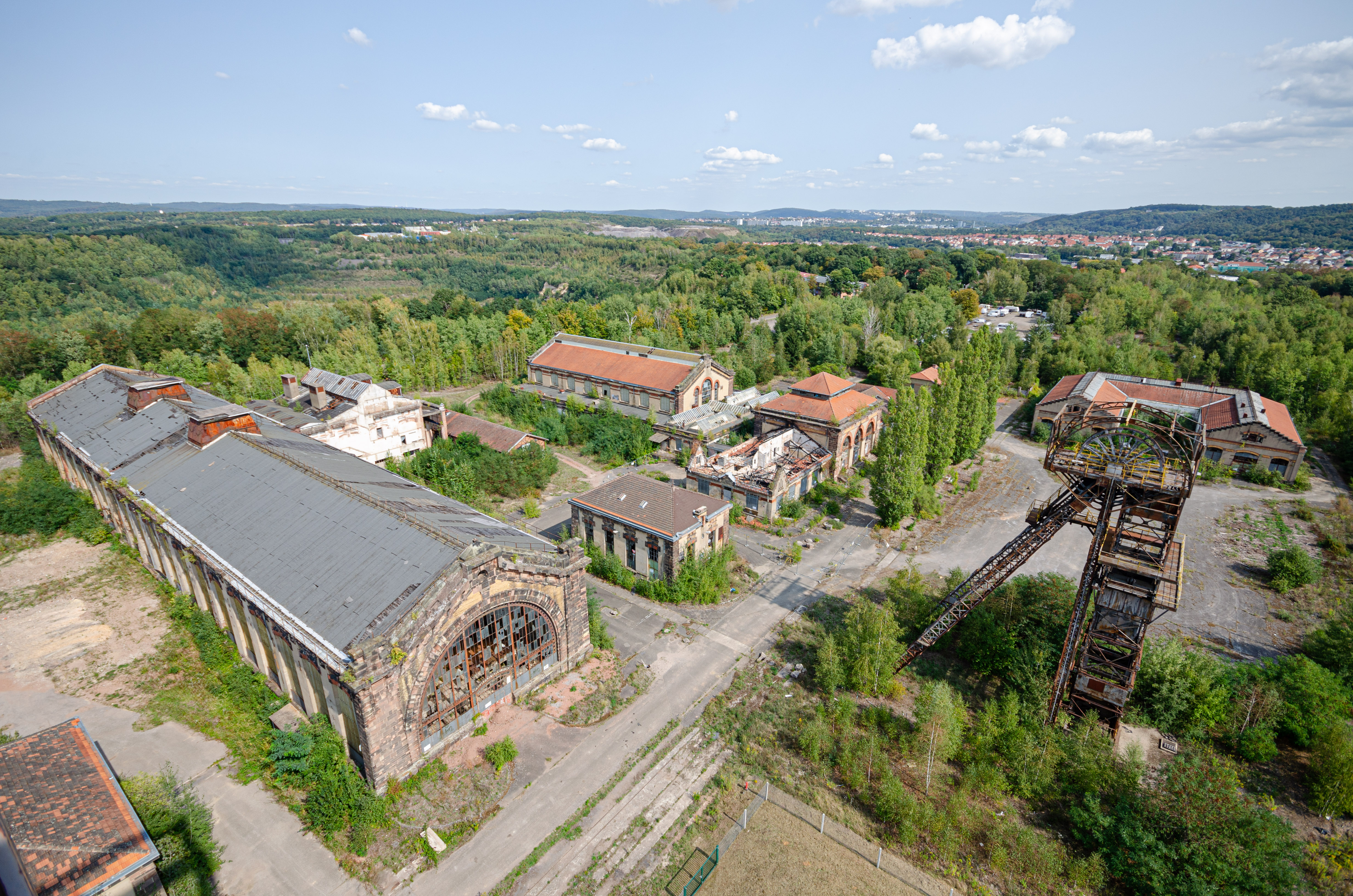
Vue générale du carreau des puits no 1 et no 2.
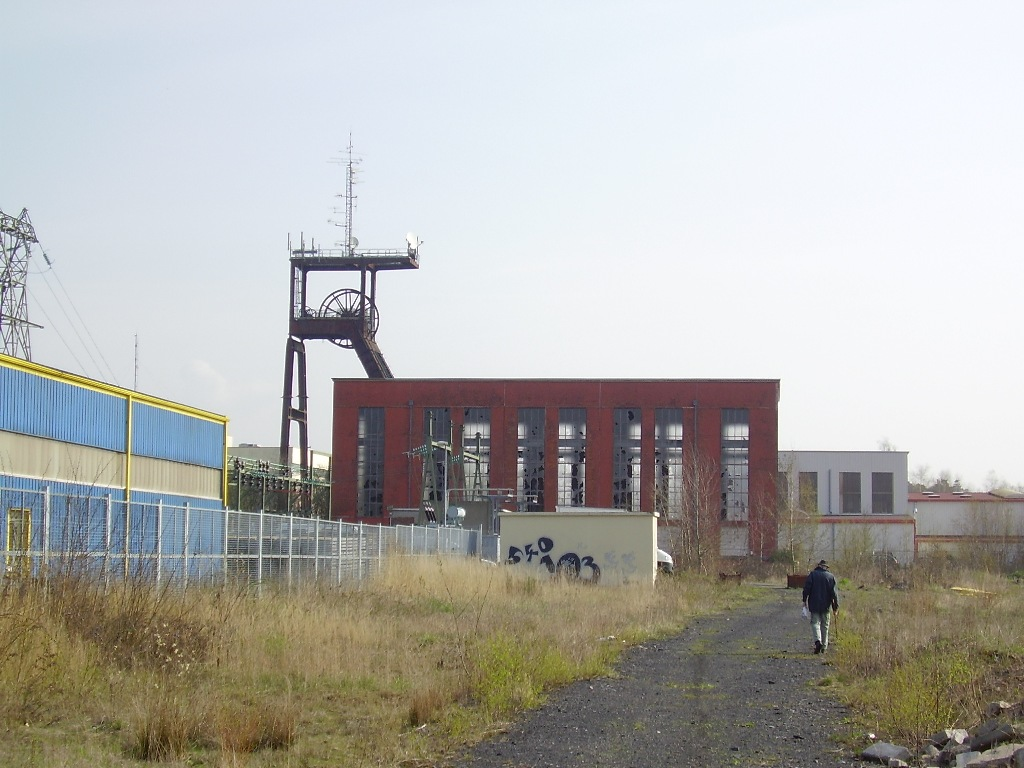
Le puits Simon no 4.
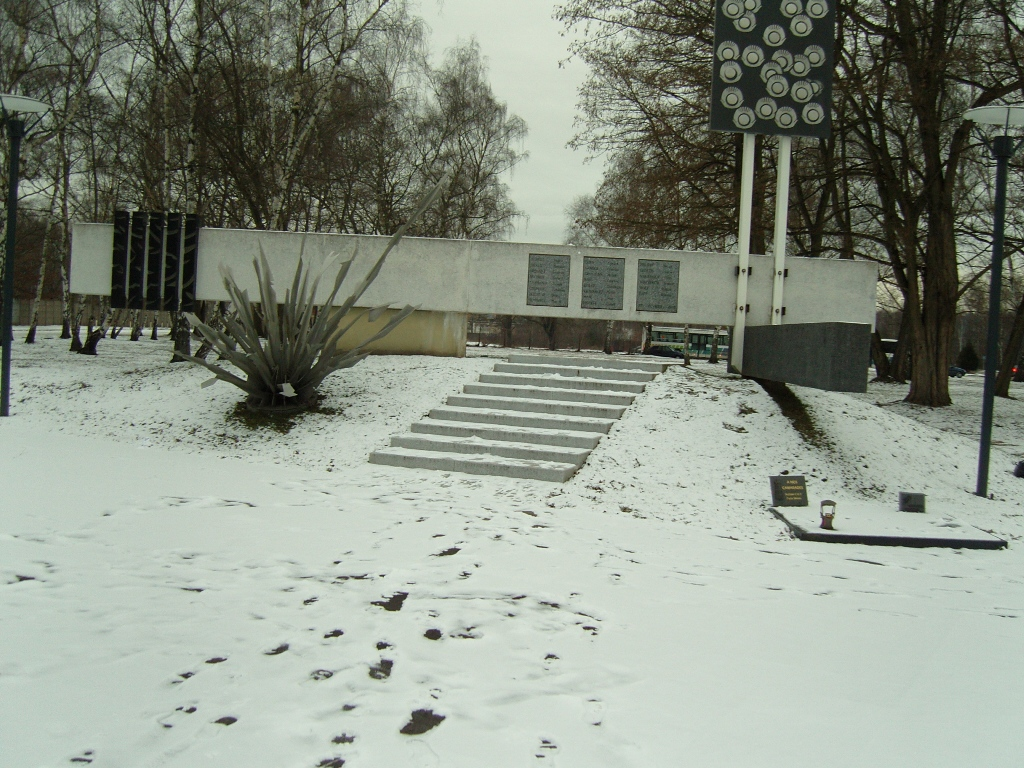
Monument de la catastrophe du puits Simon.

#### Édifices religieux
- L’église Saint-Rémi est construite en 1866 dans le style néo-gothique.
- Église du Christ-Roi, XXe siècle, quartier Bellevue
- Église Saint-Joseph, XXe siècle, quartier du Bruch
- Église Sainte-Croix, XXe siècle, quartier Creuzberg
- Église Notre-Dame-du-Rosaire, XXe siècle, quartier Marienau
- Église Notre-Dame, XXe siècle, quartier Wiesberg
- La chapelle Sainte-Croix, inscrite monument historique par arrêté du 14 septembre 1937[65] datant du XIIIe siècle et dominant toute la région du Warndt. Elle est une étape du chemin de pèlerinage de Saint-Jacques-de-Compostelle.
- Chapelle Notre-Dame-du-Bon-Secours XIXe siècle
- Chapelle de l'hôpital Sainte-Barbe XIXe siècle
- Église luthérienne, rue des Alliés construite entre 1891 et 1892.
- Église néo-apostolique, rue du Général-Houchard.
- Synagogue, avenue Saint-Rémy.
- Cimetière juif de Forbach.

Construite en 1835 sur l'emplacement d'une petite synagogue plus ancienne, inaugurée en 1836, endommagée pendant la Seconde Guerre mondiale (transformée par l'occupant allemand en dépôt) et restaurée après la guerre, elle avait conservé son Arche sainte d'origine, décorée sur le modèle de l'ancienne synagogue de Strasbourg. Elle est l'un des monuments les plus anciens de la ville. Les noms de 114 membres de la communauté juive de Forbach, victimes du nazisme, sont gravés sur la plaque du souvenir dans le hall d'entrée de la synagogue. En 2013, elle a été désaffectée sur demande du consistoire israélite de la Moselle. Le bâtiment, confié à la mairie de Forbach, est destiné à devenir un lieu culturel.

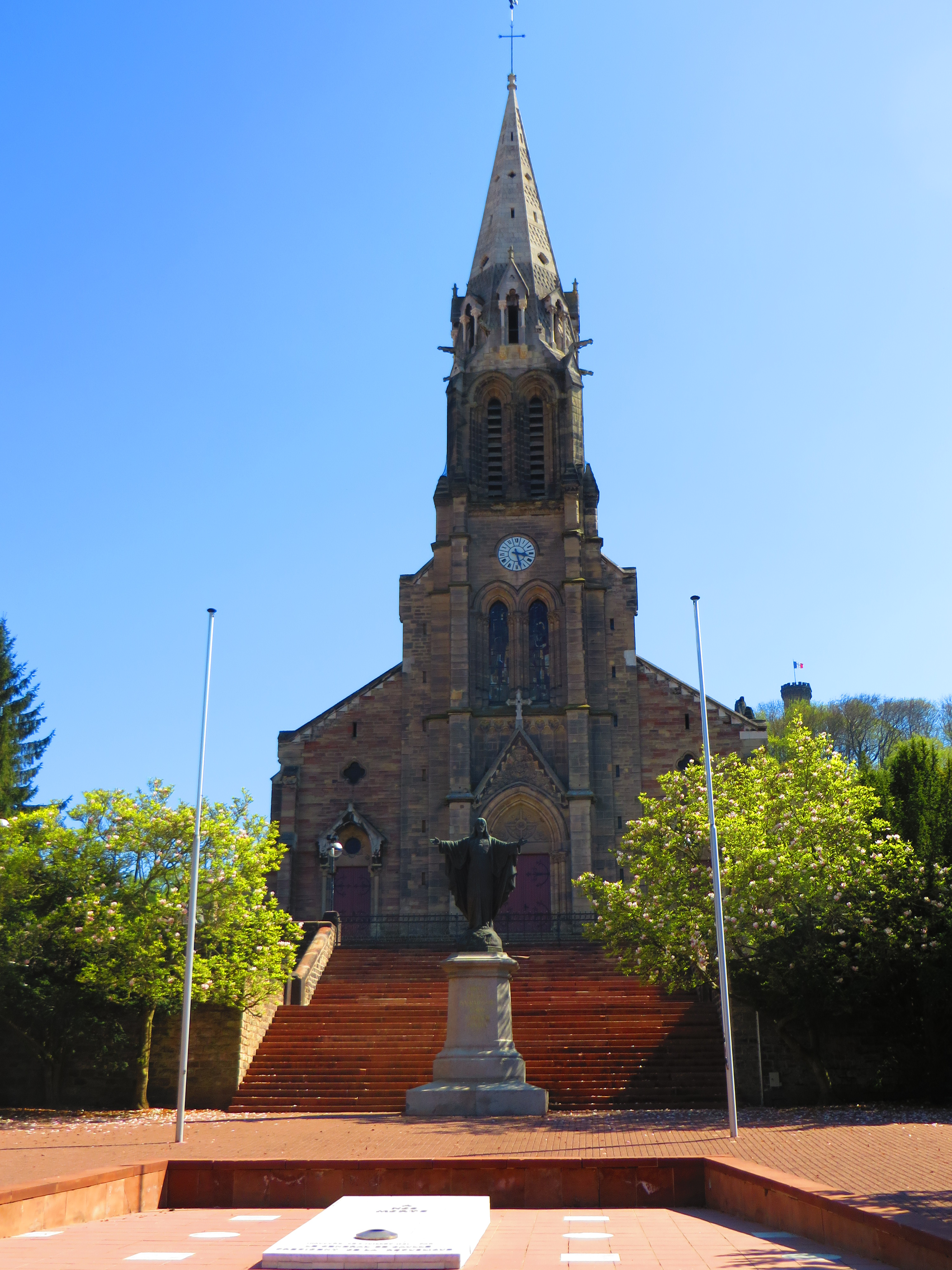
Église Saint-Rémi.
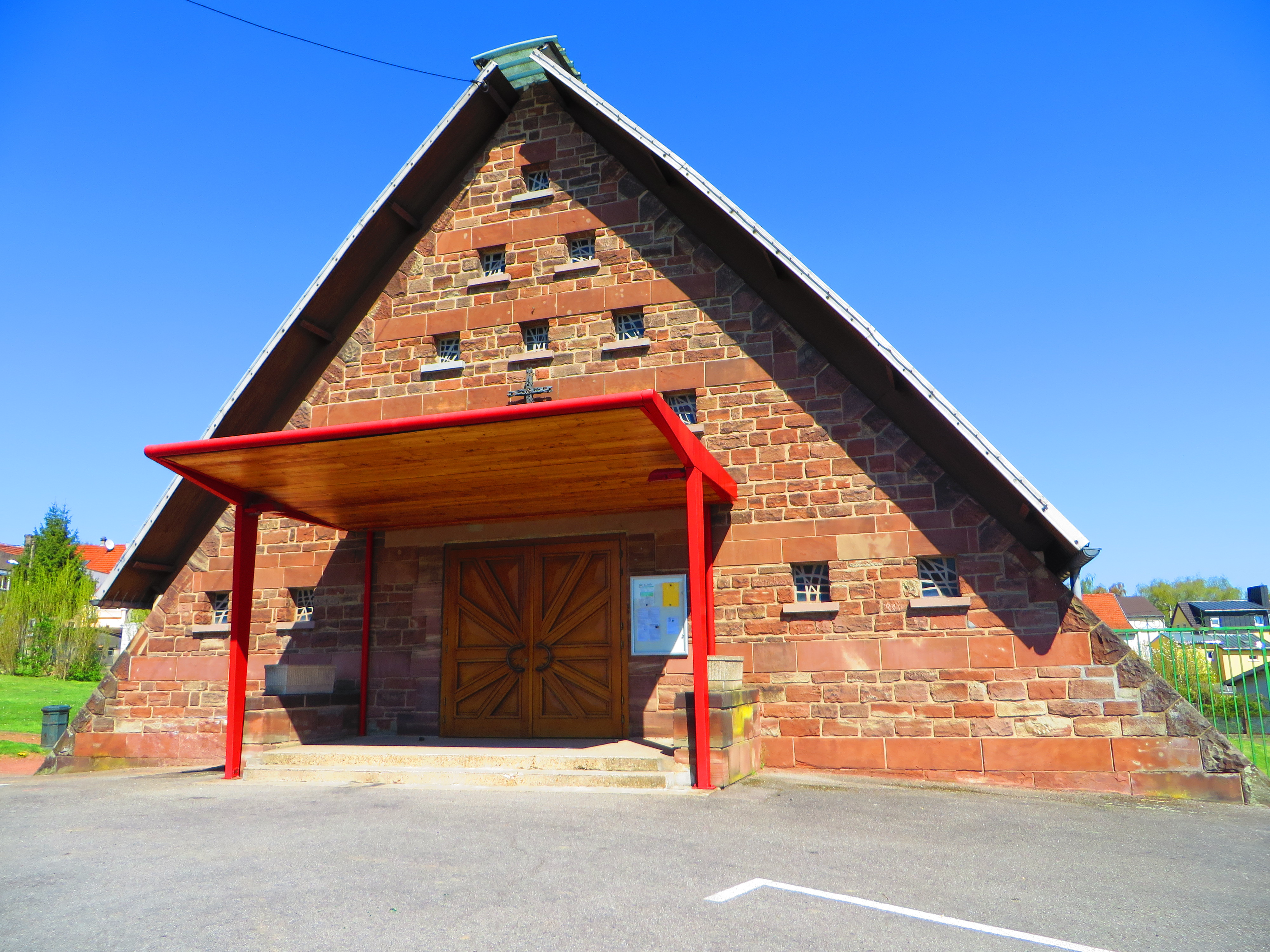
Église du Christ-Roi, quartier Bellevue.
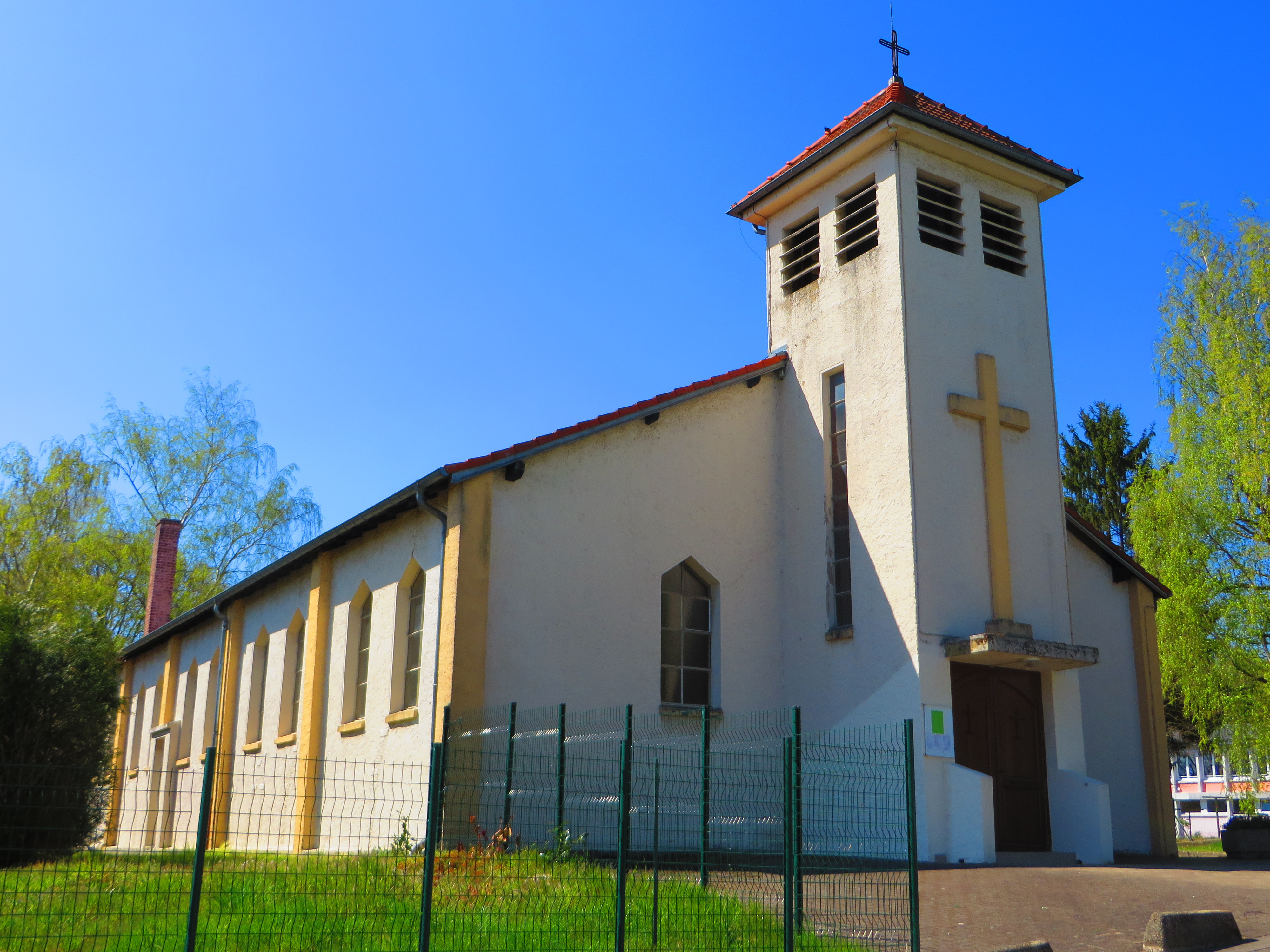
Église Saint-Joseph, quartier du Bruch.
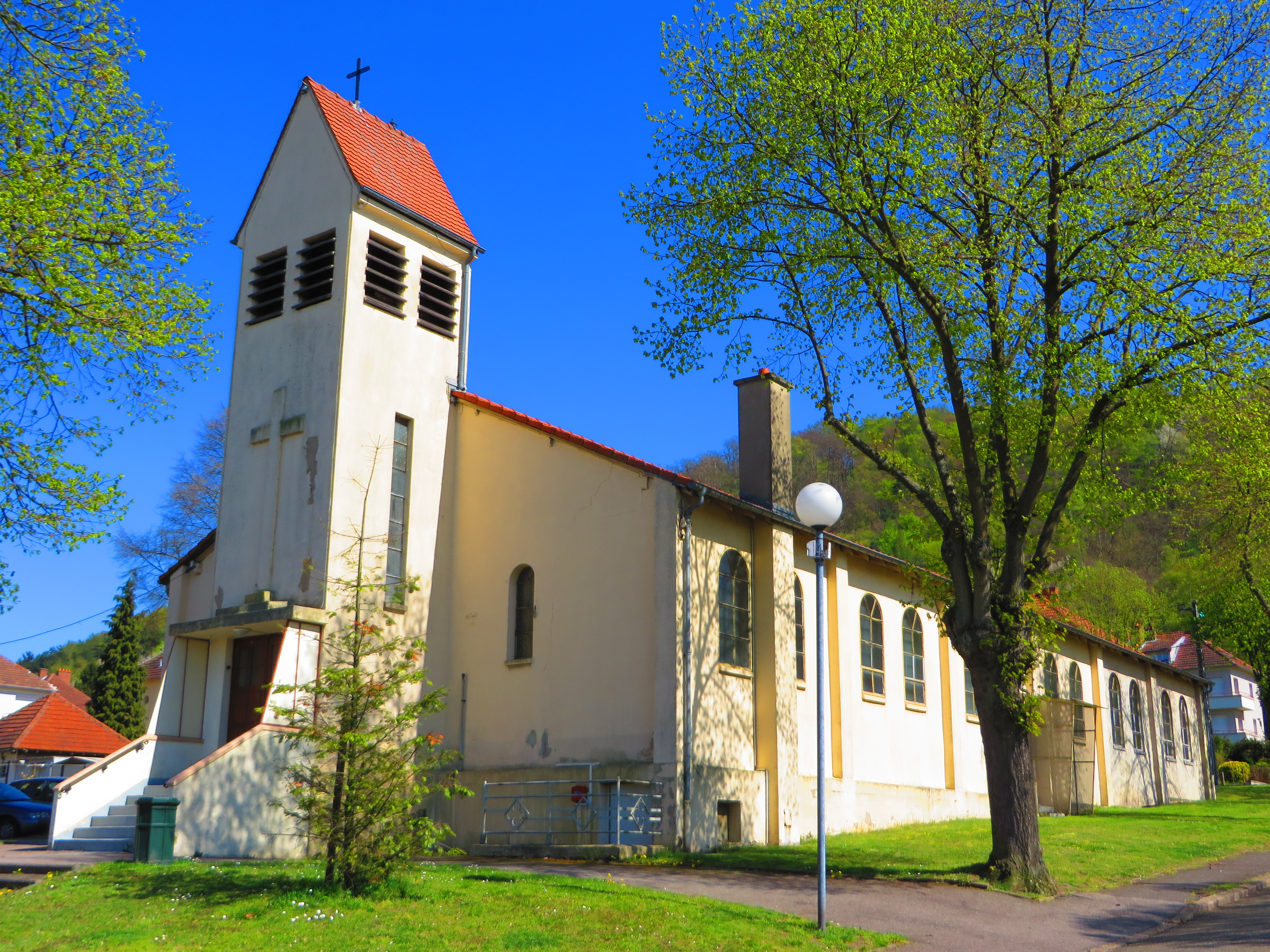
Église Sainte-Croix, quartier Creuzberg.
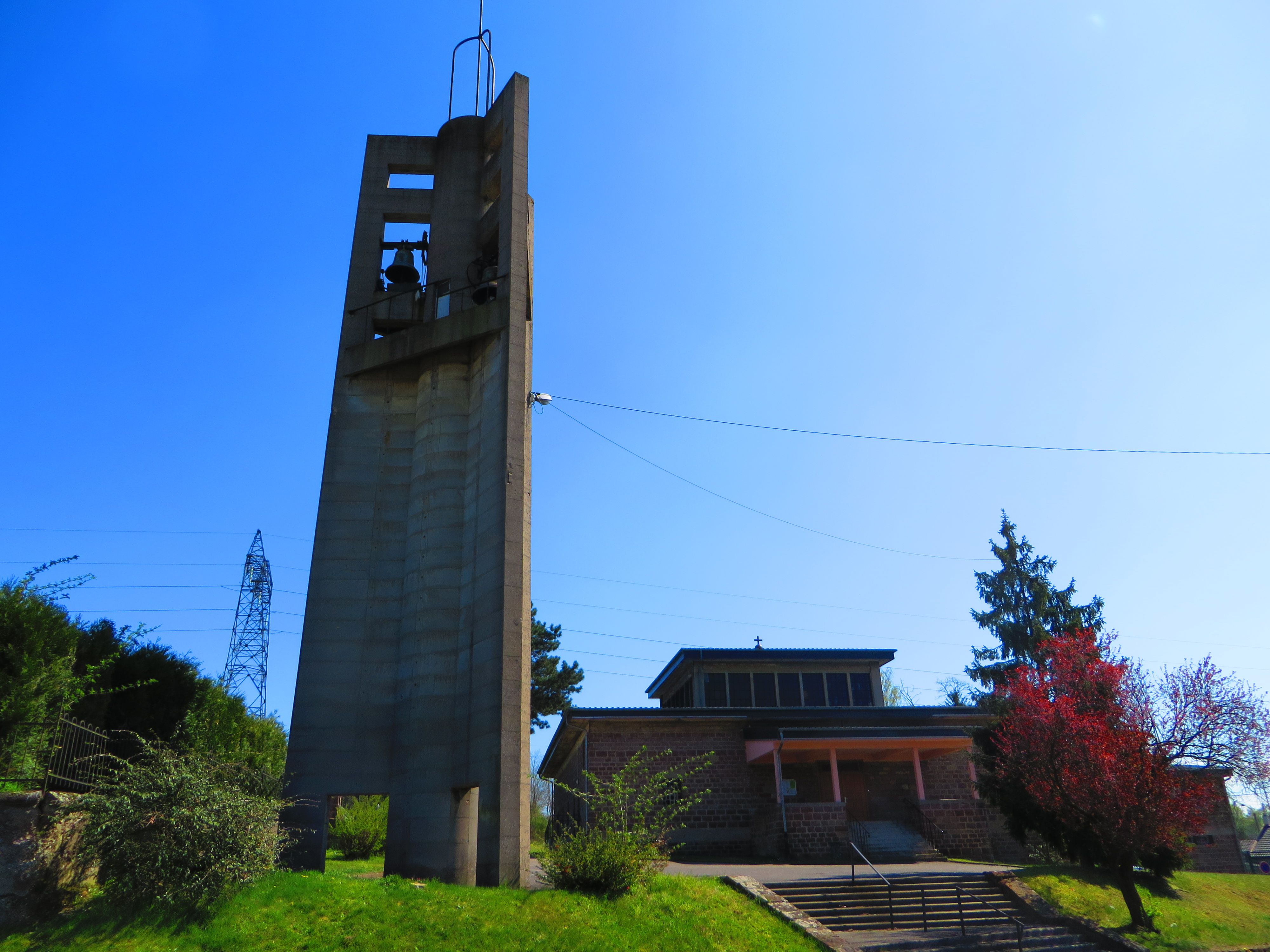
Église Notre-Dame-du-Rosaire, quartier Marienau.
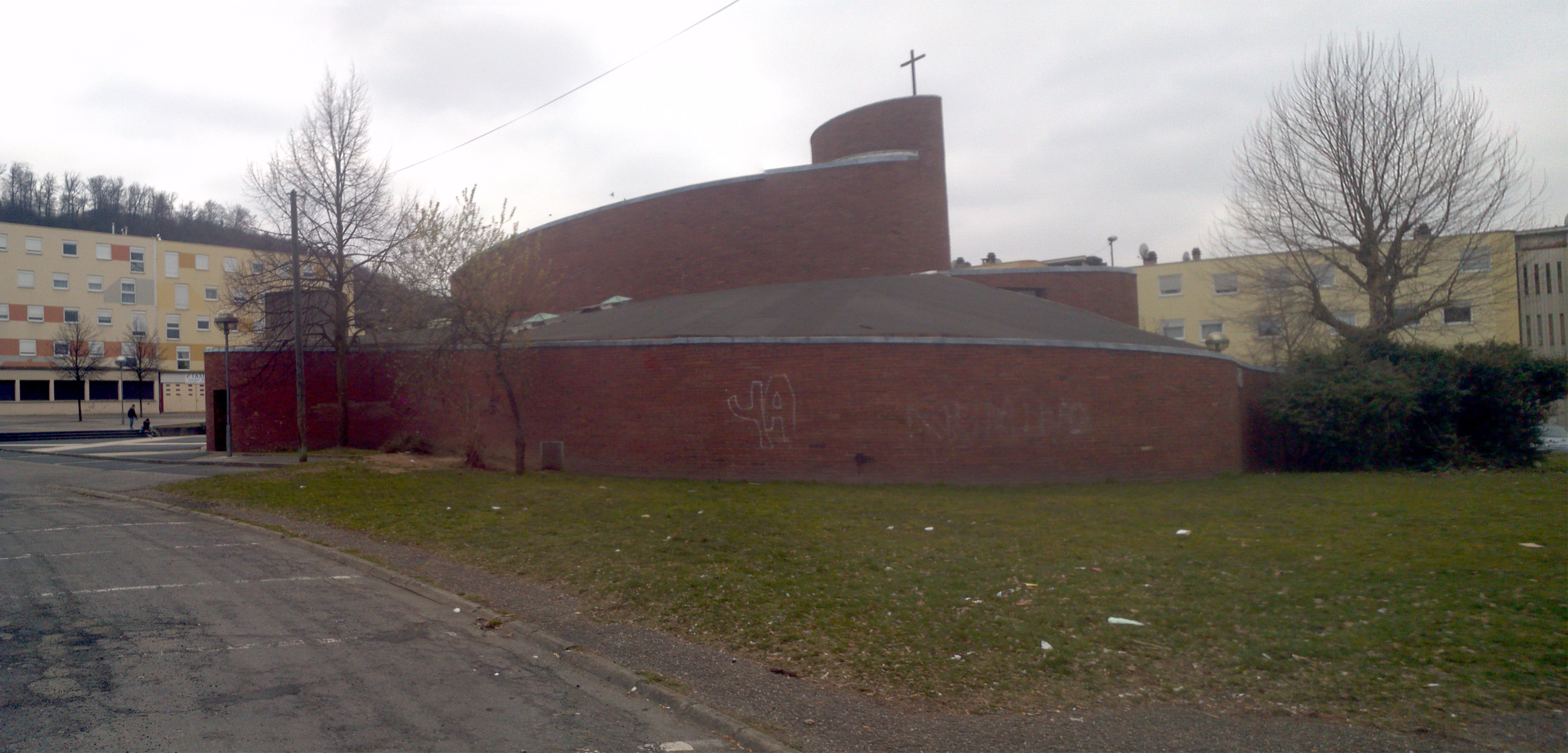
Église Notre-Dame, quartier Wiesberg.
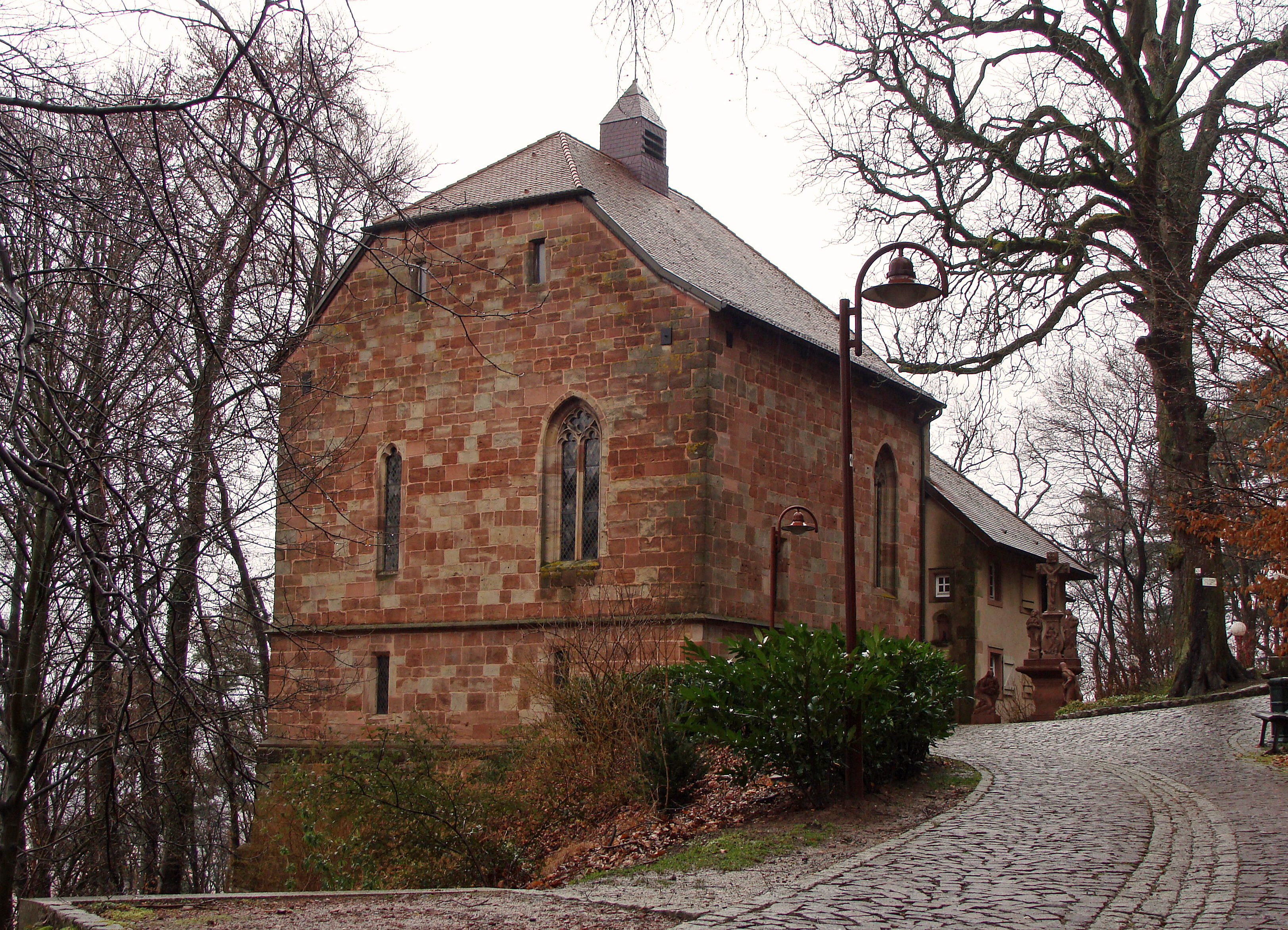
Chapelle Sainte-Croix.
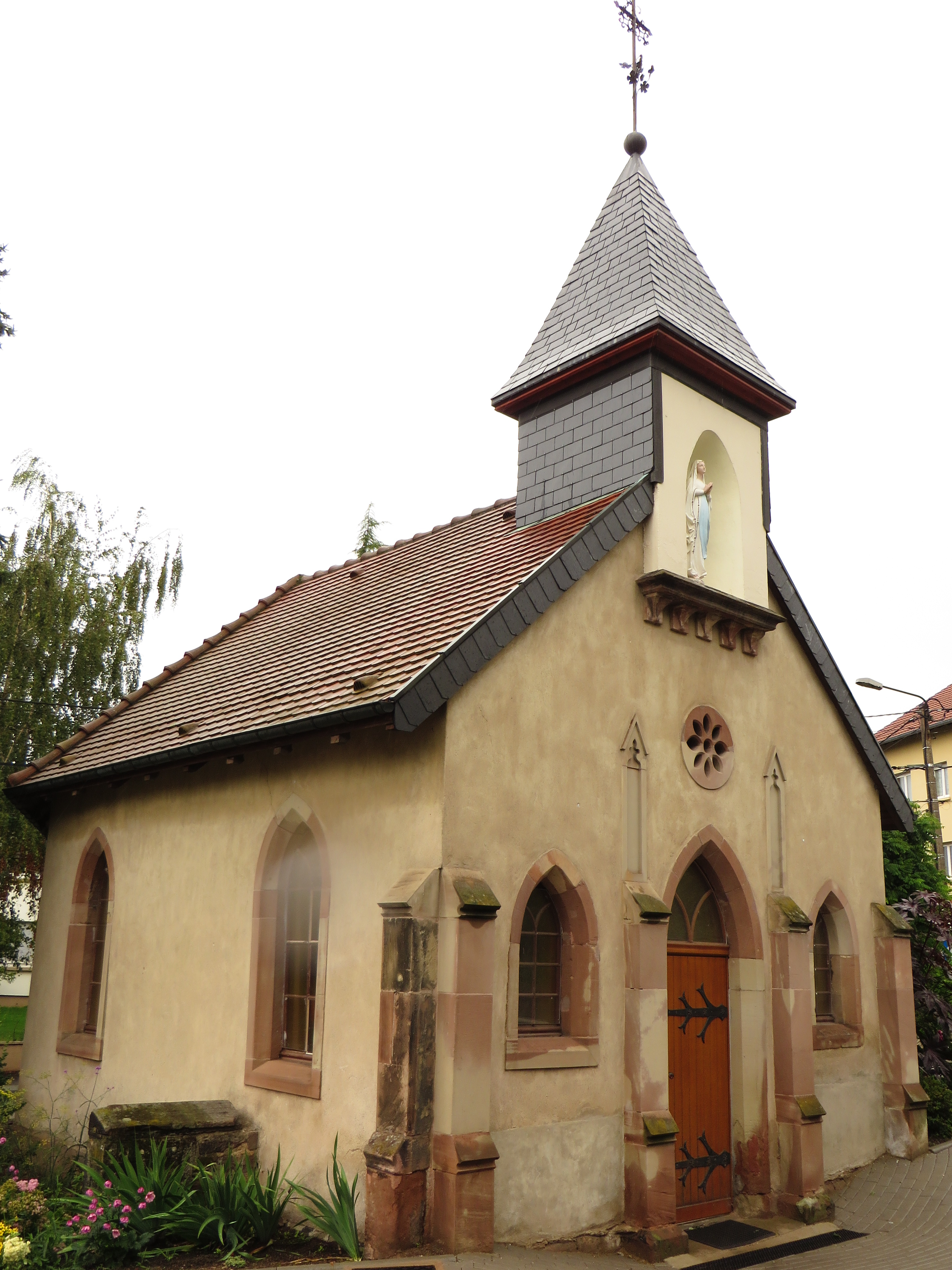
Chapelle Notre-Dame-du-Bon-Secours.
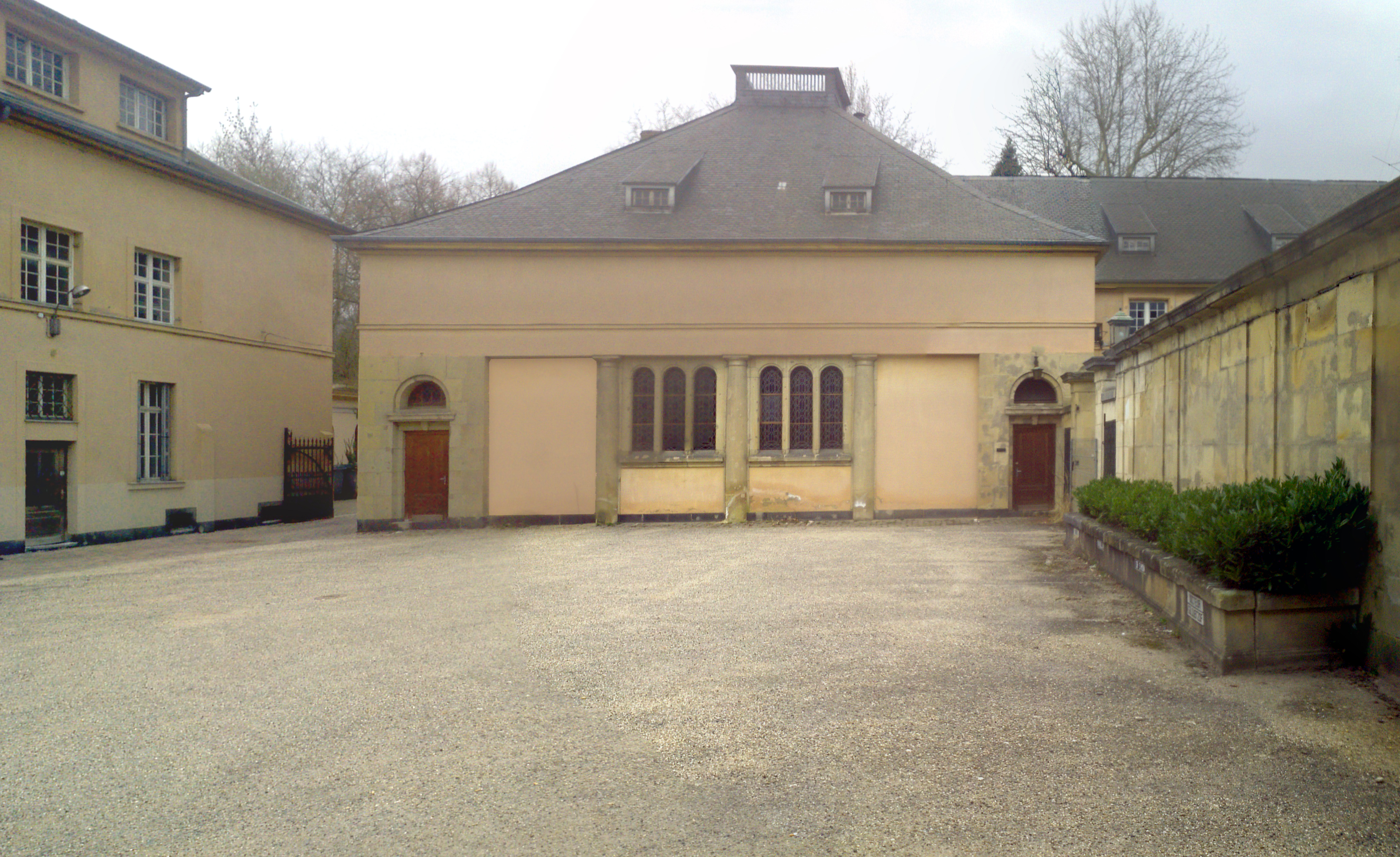
Chapelle de l'hôpital Sainte-Barbe.
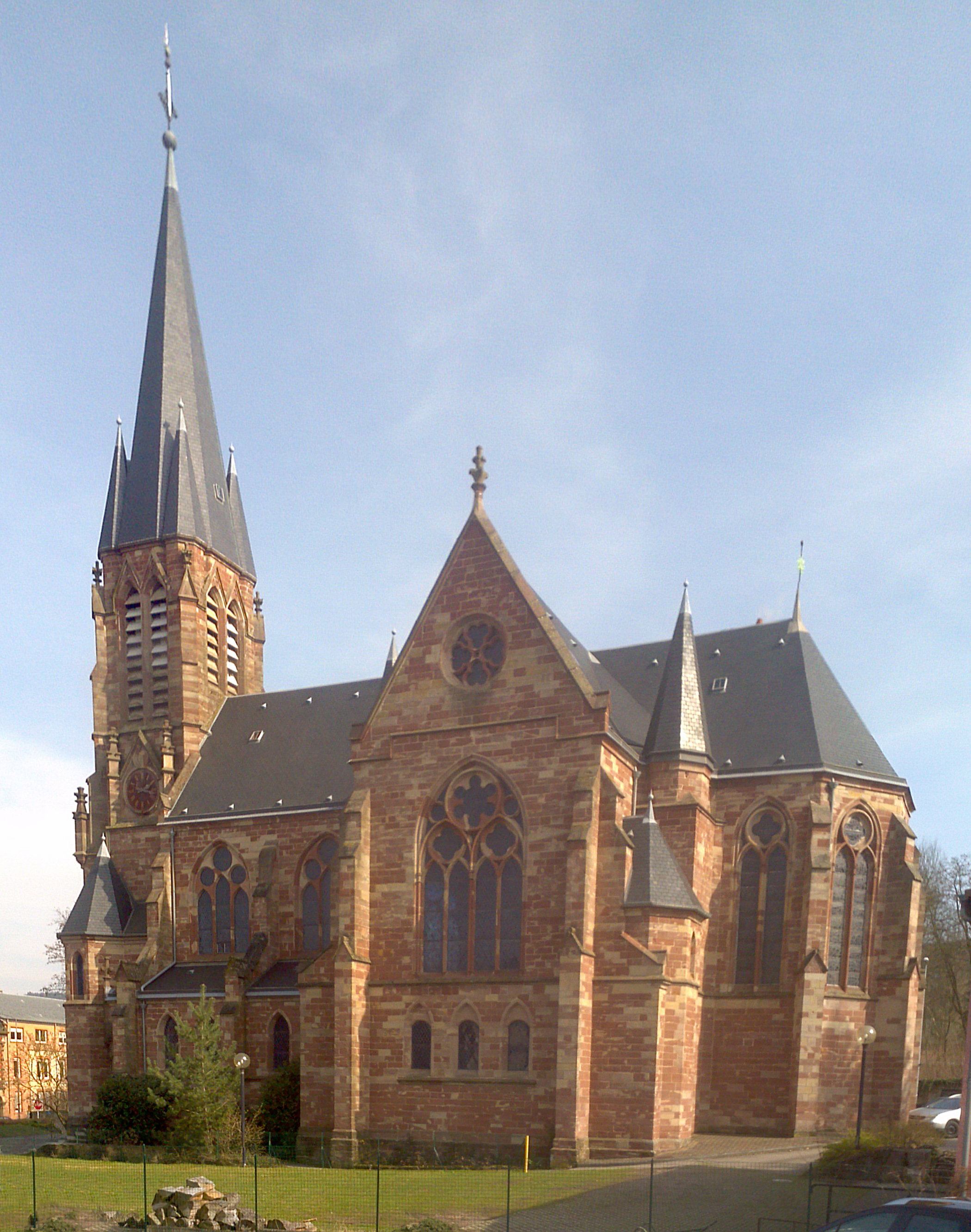
Église luthérienne.
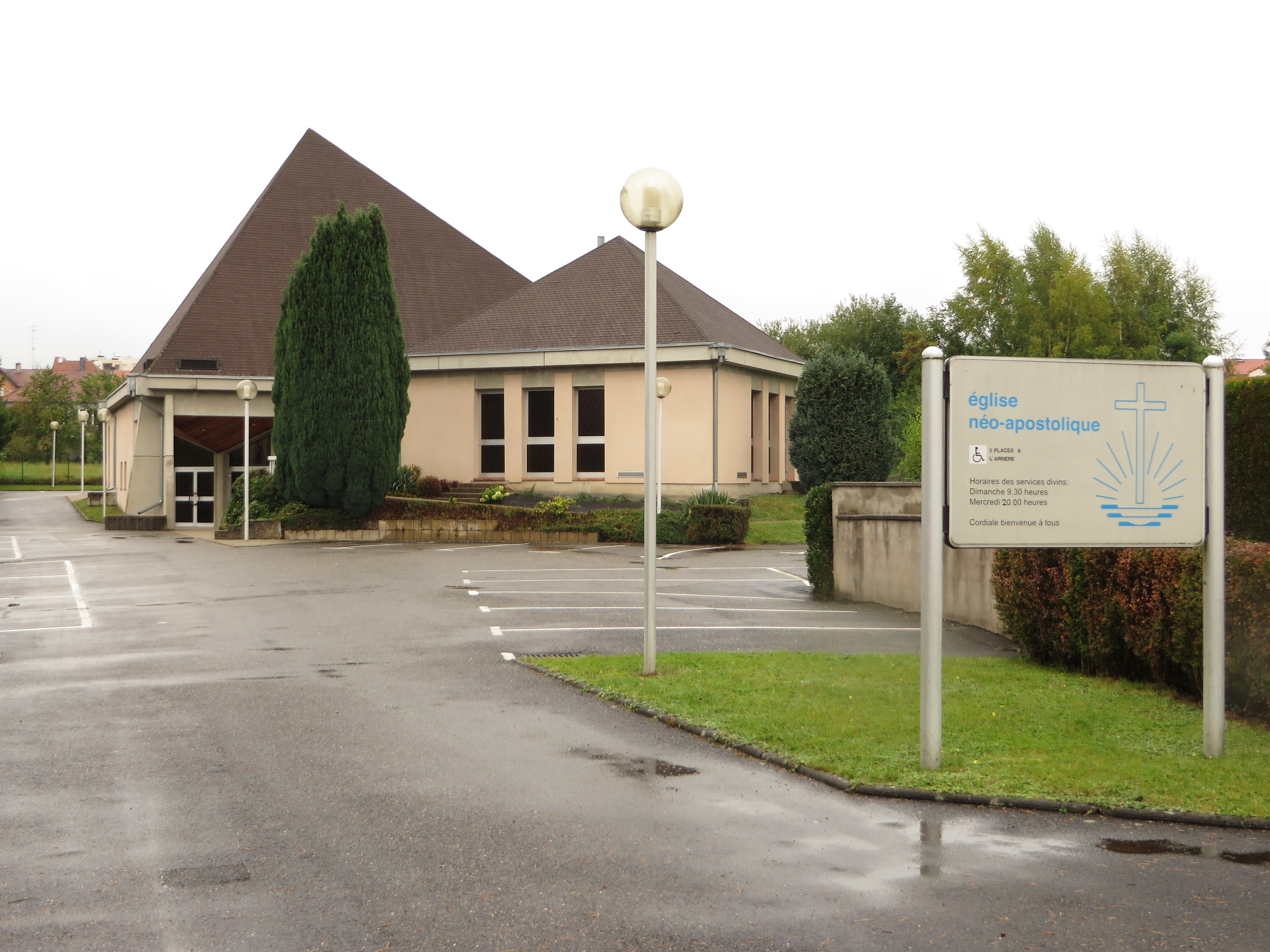
Église néo-apostolique.
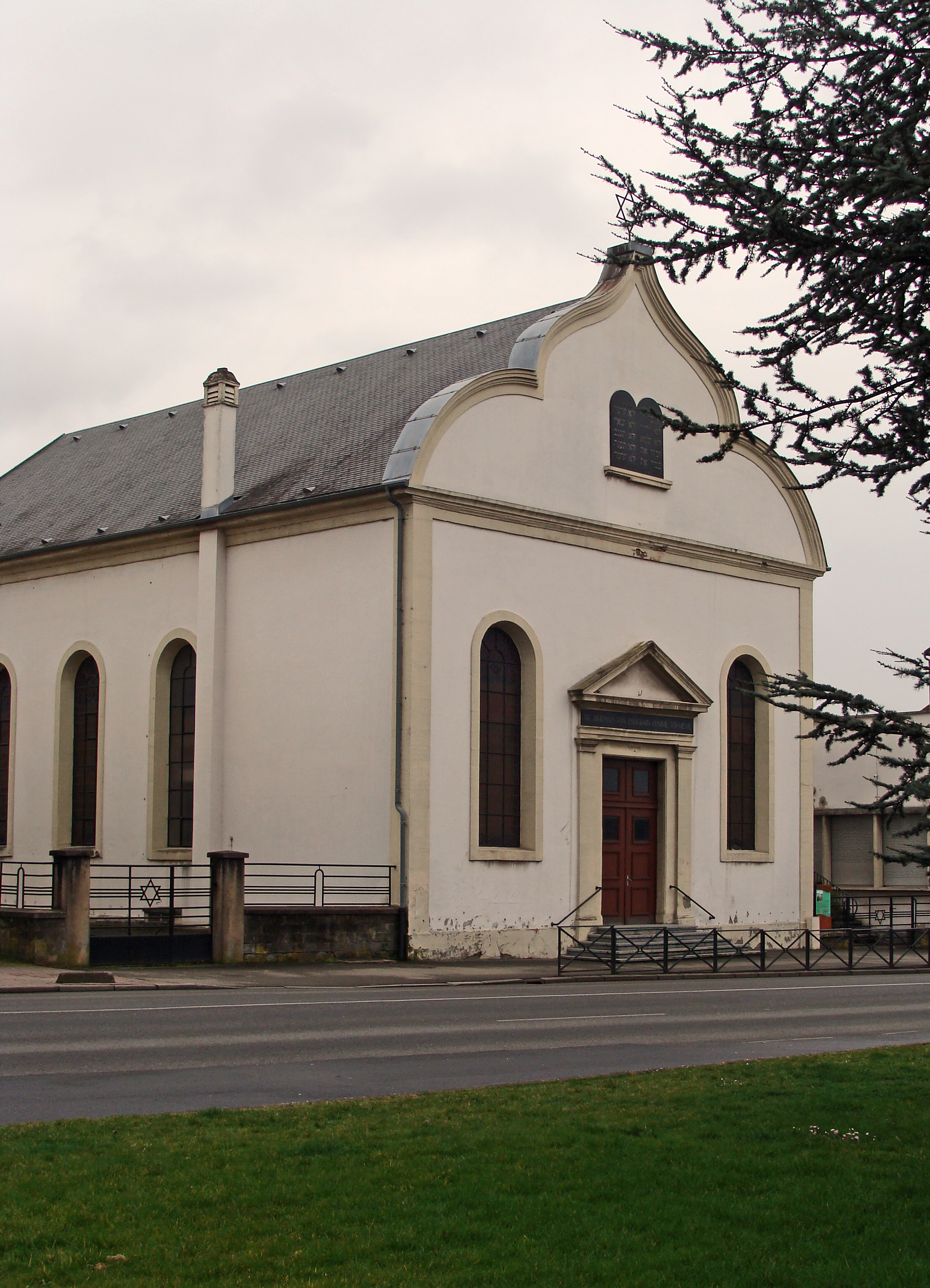
Synagogue de Forbach.

### Personnalités de la commune
Des personnalités ont émaillé l’histoire de la ville :

#### Personnalités nées à Forbach
- Jean-Nicolas Houchard (1740-1793), général de la Révolution française ;
- Charles Auguste de Deux-Ponts (1784-1812), officier de la Grande Armée ;
- Édouard Lacretelle (1817-1900), peintre français ;
- August Hoff (1892-1971), historien de l'art allemand ;
- Achille Muller (1925), Forces françaises libres, grand-croix de la Légion d'honneur ;
- René Taesch (né en 1952), photographe lorrain ;
- Pierre-Michel Menger (né en 1953), sociologue français ;
- Véronique Carrot (née en 1958), musicienne française ;
- Xavier Boulanger (1962-2020), acteur français ;
- Patricia Kaas (née en 1966), chanteuse et actrice française ;
- Céline Géraud (née en 1968), championne de judo française, animatrice de télévision sur France 2 et France 3 ;
- Jean-Marie Aubry (né en 1969), footballeur professionnel français ;
- Régis Sauder (1970-), cinéaste, réalisateur de documentaires
- Helmut Fritz pseudonyme d’Éric Greff (né en 1975), chanteur français ;
- Christian Bauer (né en 1977), grand maître français d'échecs ;
- Mike Reinhardt (de) (né en 1977), guitariste de jazz français ;
- Samuel Hocevar (né en 1978), développeur informatique français ;
- Claire Burger (née en 1978), réalisatrice française ;
- Gennaro Bracigliano (né en 1980), footballeur professionnel ;
- Thierry Ferré (né en 1980), organiste, concertiste et professeur au conservatoire de Forbach ; directeur artistique de l'association « Les Amis de l'orgue de Forbach »
- Alain Schmitt (né en 1983), Judoka, médaillé mondial en 2013 ;
- Sophie Huber (née en 1985), championne de natation française ;
- Ludovic Guerriero (né en 1985), footballeur professionnel ;
- Damien Weber (né en 1986), rugbyman professionnel, champion du Monde des - de 21 ans en 2006 ;
- Billel Omrani (né en 1993), footballeur ;
- Anthony Caci (né en 1997), footballeur au Racing Club Strasbourg.

#### Personnalités liées à Forbach
- Johann Fischart (1546-1591), écrivain en fonction à Forbach de 1583 à sa mort ;
- Marianne Camasse (1734-1807), comtesse de Forbach, épouse morganatique du duc Christian IV de Deux-Ponts-Birkenfeld ;
- Nicolas Appert (1749-1841), officier de bouche de la comtesse de Forbach de 1775 à 1784, inventeur de la conserve appertisée en 1795 ;
- Pierre Adt (1820-1900), entrepreneur, maire de Forbach de 1865 à 1871 ;
- Max Besler (1863-1914), historien allemand, spécialiste de Forbach ;
- Roman Ogaza (1952-2006), footballeur professionnel polonais, y a joué et y est décédé ;
- Samuel Theis (né à Creutzwald en 1978), acteur et réalisateur français.

### Héraldique
| Blason de Forbach | Blason  | D’argent au lion de sable, armé et lampassé de gueules.                                 |
| Blason de Forbach | Détails | Il s'agit des armes des seigneurs de Forbach au XIIIe siècle.                           |
| Blason de Forbach | Alias   | D'argent, à une quarte feuille de gueules, mise en coeur. Armoiries de Forbach en 1723. |